# Antichitatea

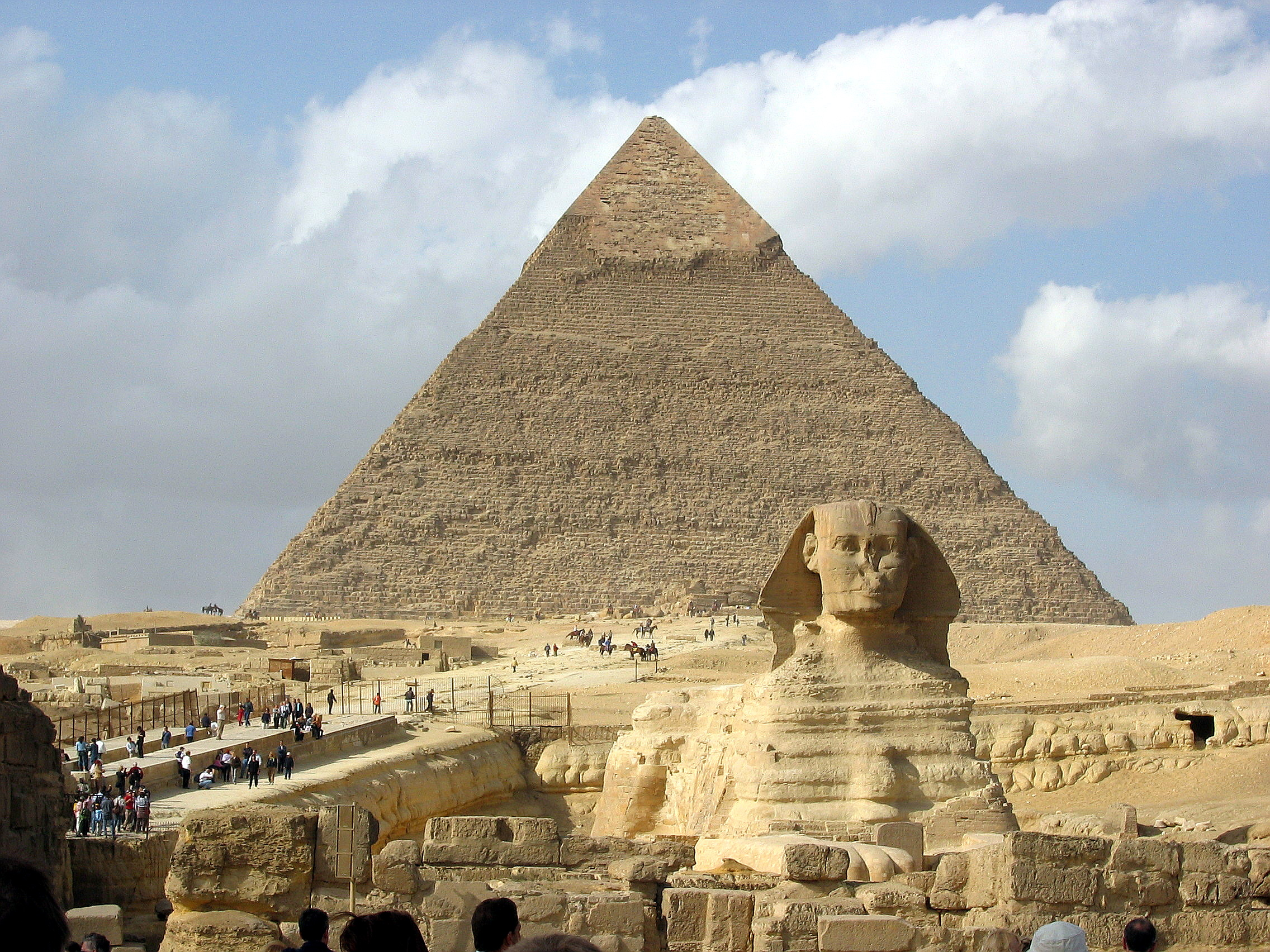
Piramida lui Khafra și Sfinxul din Gizeh (aprox. 2500 I.H, sau posibil înainte)

Antichitatea este epoca istorică de la inventarea scrierii și începutul înregistrărilor istorice până la debutul Evului Mediu. Această perioadă a durat trei milenii și jumătate din anul 3000 î.Hr. până la căderea Imperiului Roman de Apus în 476 d.Hr. Reprezintă epoca în care s-au dezvoltat cultura, arta, religia și marile civilizații.

## Perioade ale antichității
Antichitatea se împarte în trei mari perioade:
- Perioada veche
- Perioada clasică
- Perioada târzie

## Epoca bronzului: Primele orașe-state
Acum patru milenii, un poet necunoscut descria orașele prospere ale epocii bronzului, cu „grânare pline, case bine clădite, negustorii străini ce umblau ca păsările exotice, despre cei ce se veseleau în curți de sărbătoare. Bătrânii erau chibzuiți și buni.”

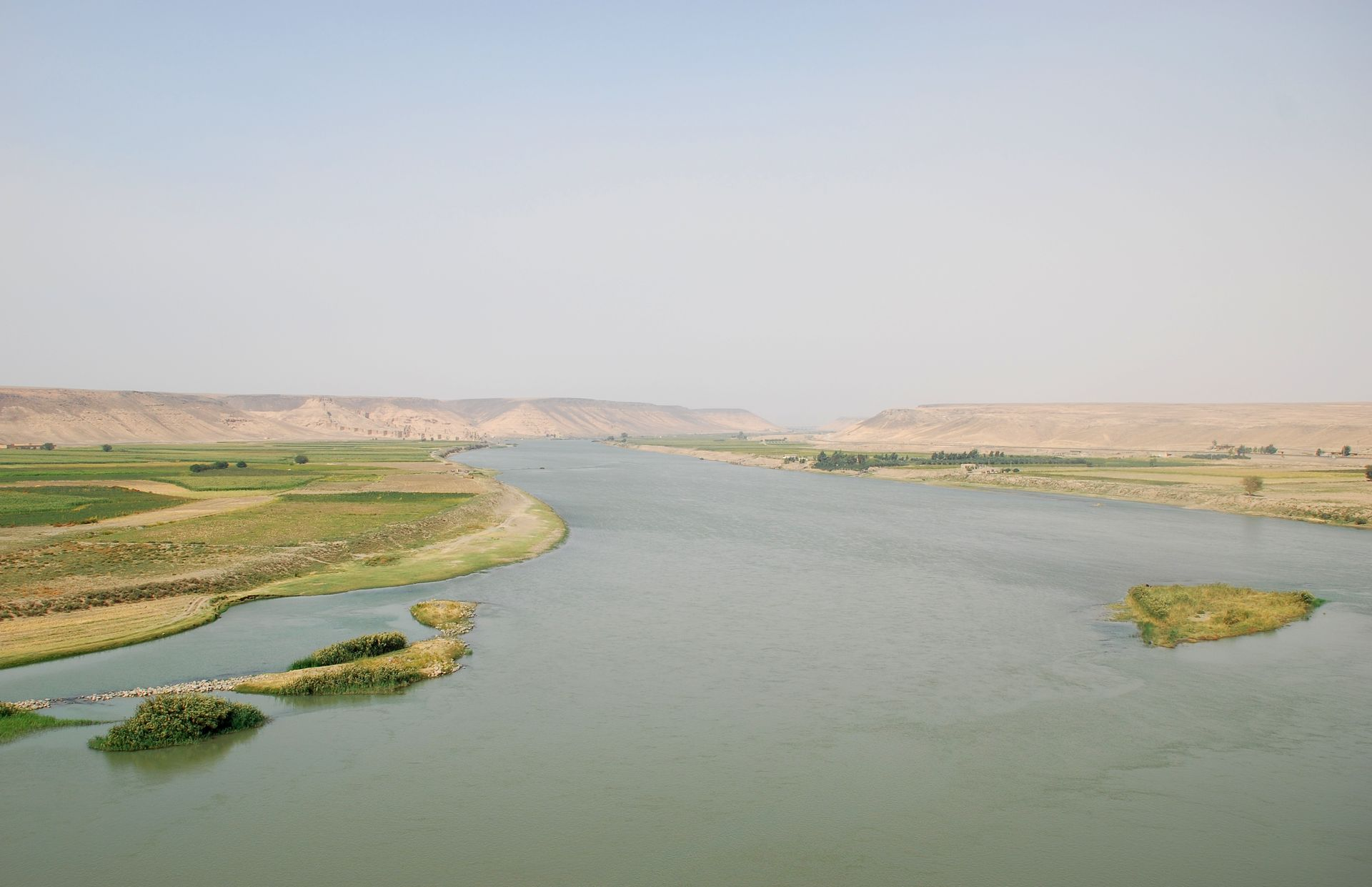
Zalabiya, Eufrat

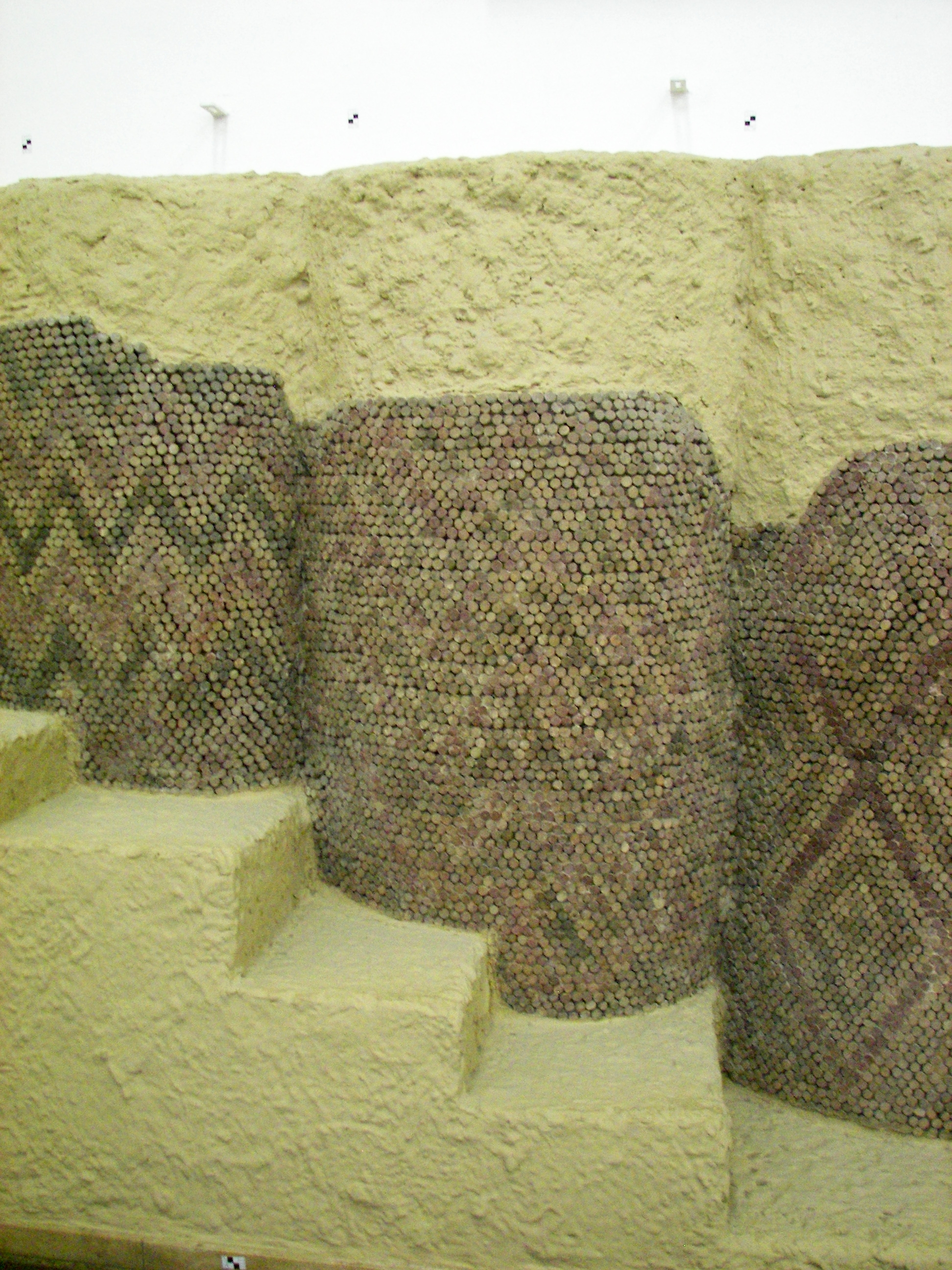
Conuri introduse in ipsos

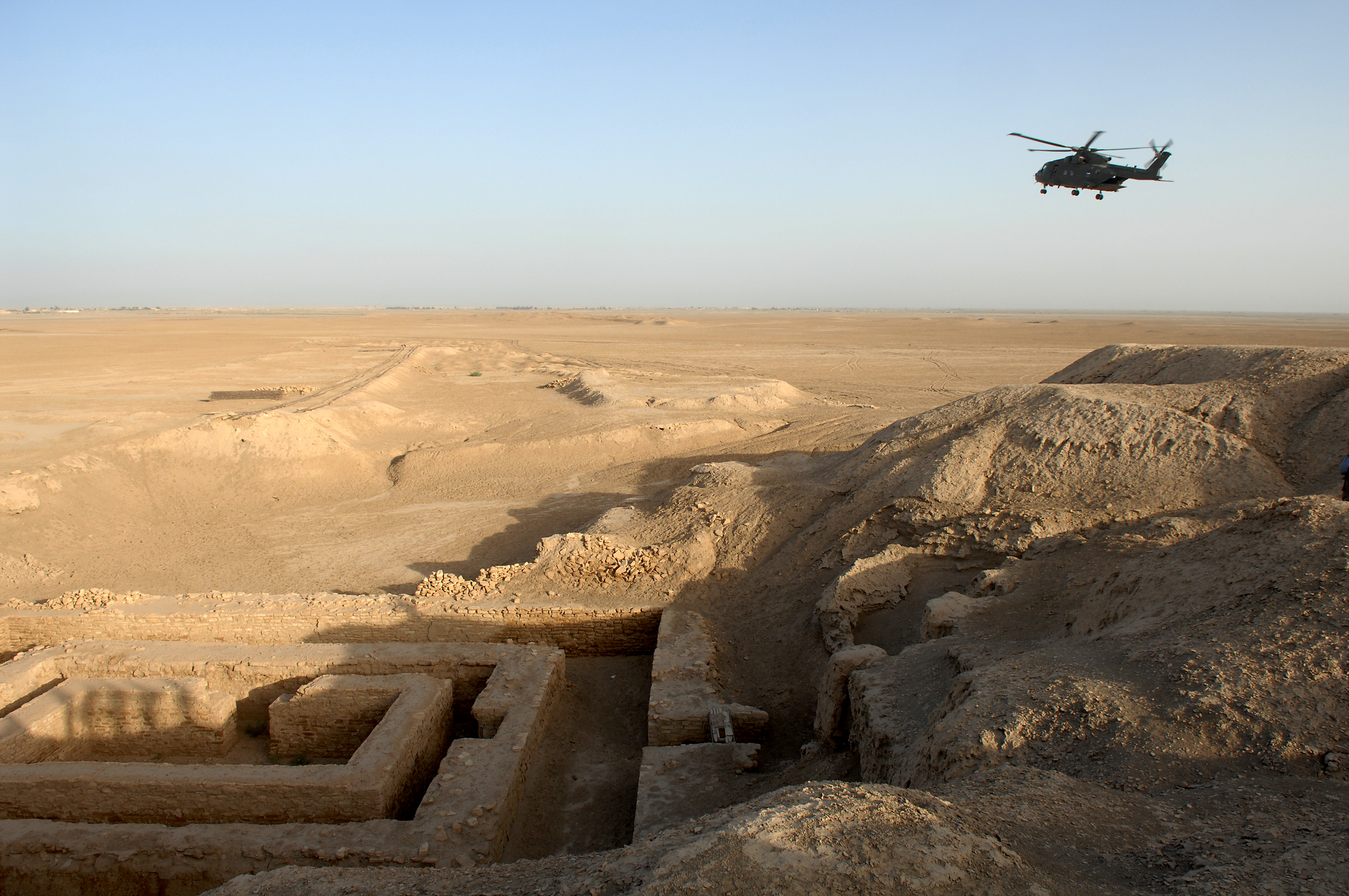
Uruk

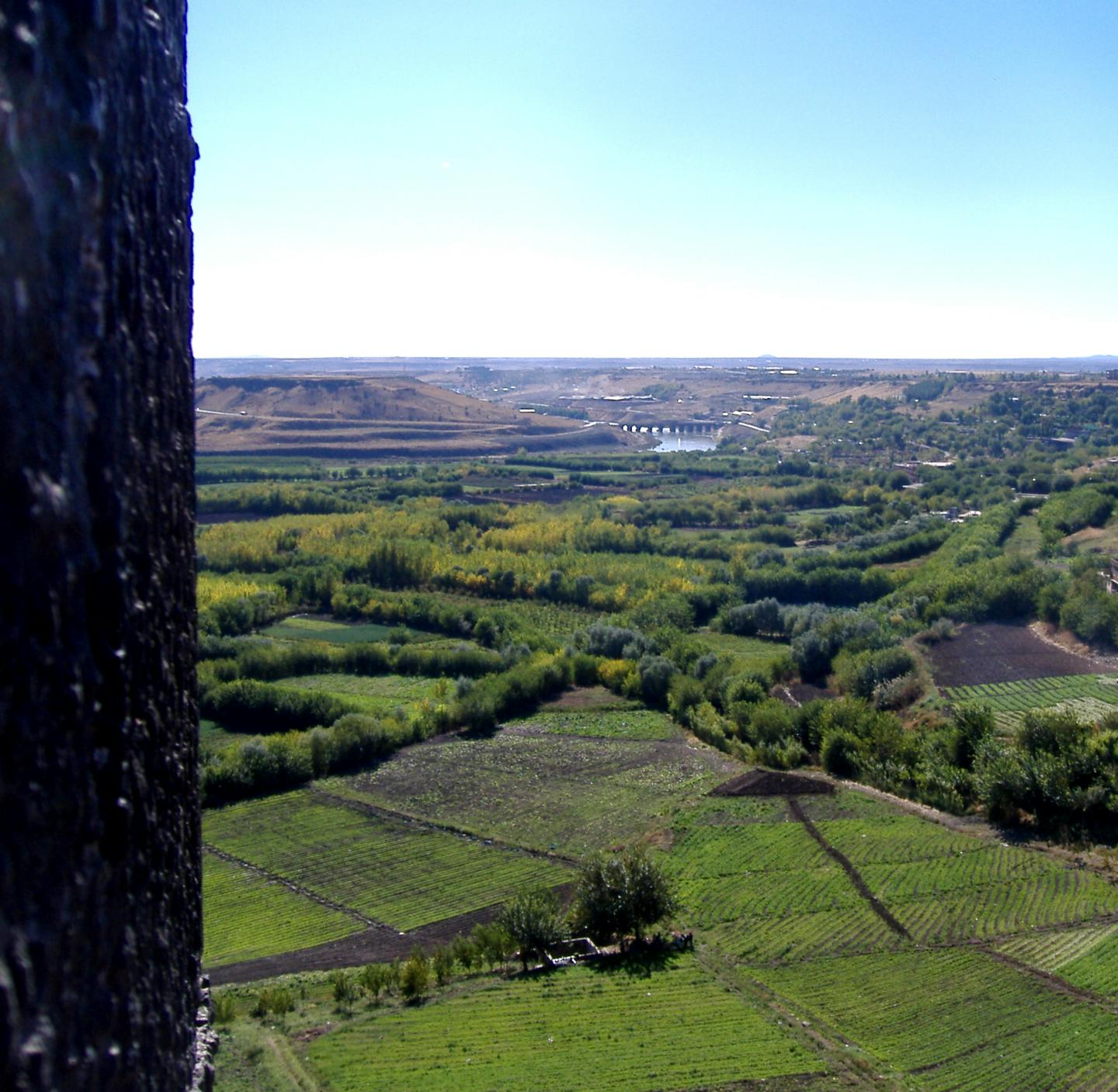
Tigru, Diyarbakır - Punctul de pornire a Semilunii Fertile

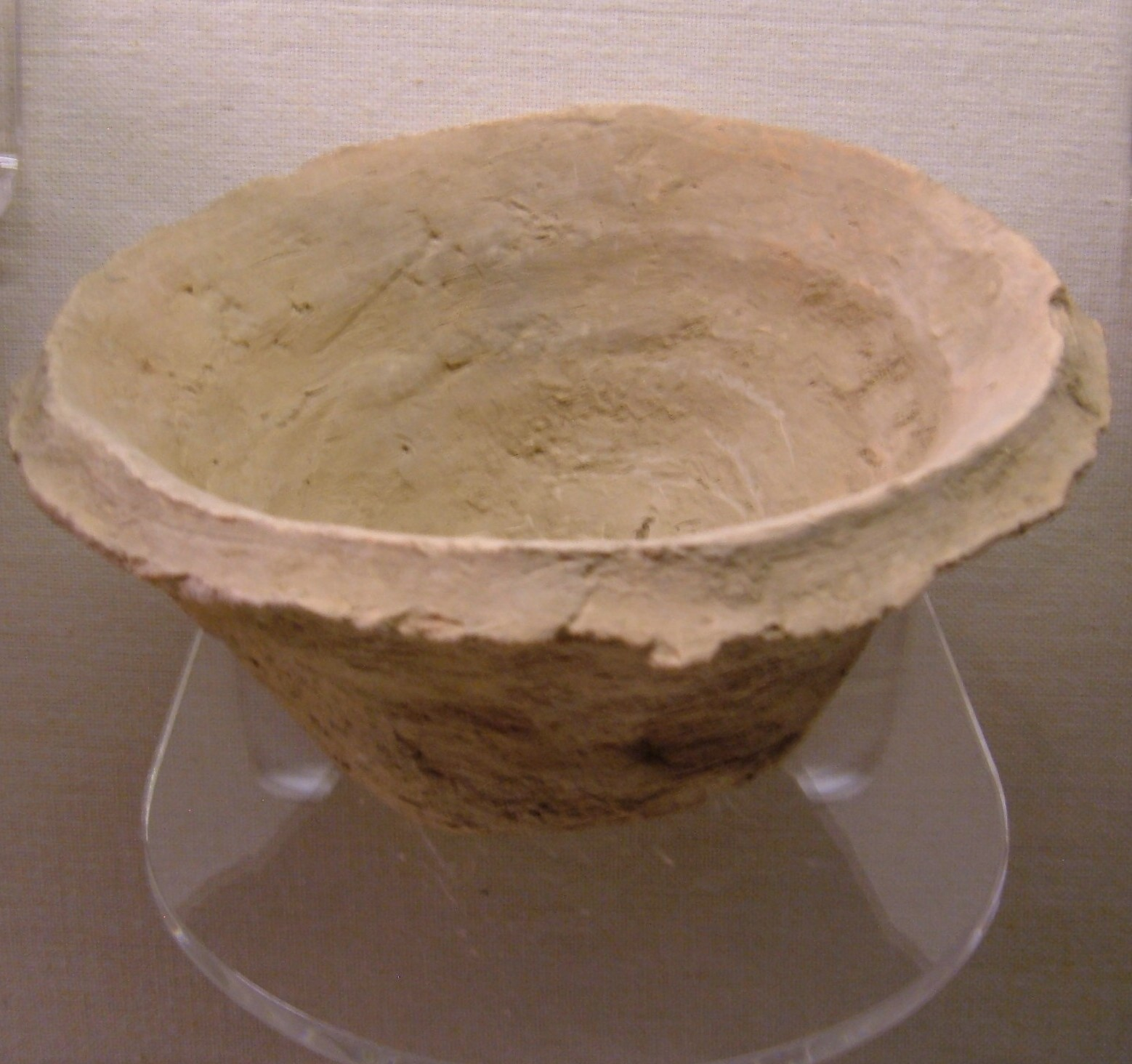
Bol

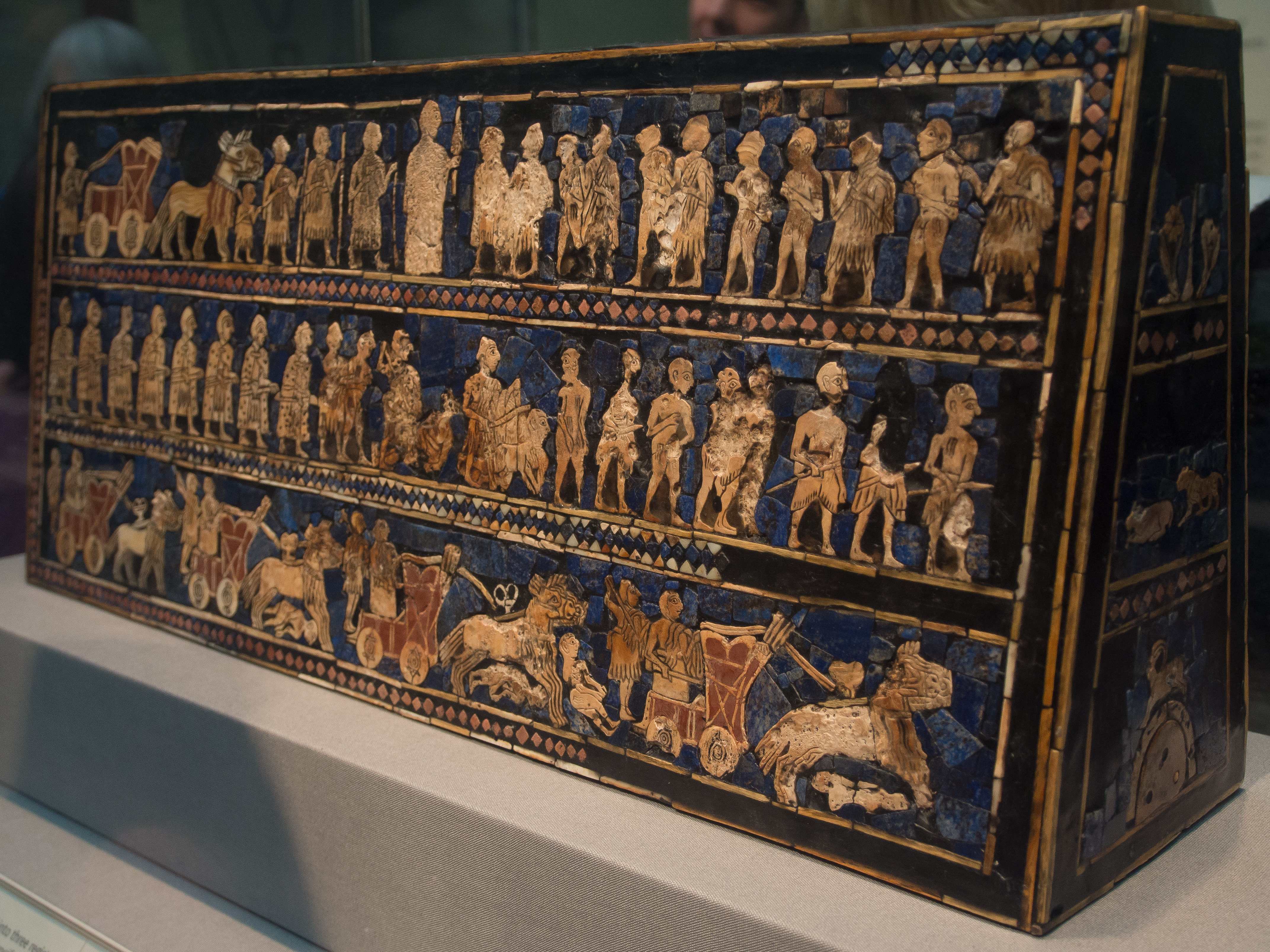
Stindardul din Ur

 Irakul este locul unde a luat naștere civilizația sumeriană. Tărâmul dintre cele două fluvii: Tigru și Eufrat, un tărâm arid, cu lagune și mlaștini, denumit de greci „Mesopotamia”, este considerat de istorici ca fiind leagănul civilizației. În sudul Irakului, acum 5000 de ani, a avut loc o explozie economică a orașelor-state ca Ur, Uruk, Nippur, Lagaș, Eridu ce au prosperat. În Uruk locuiau 30 000 de oameni. Conform miturilor, Urukul a fost întemeiat de însuși Ghilgameș, fiind descris în amănunțime în epopeea dedicată lui, având ziduri din cărămizi arse, cu grădini, pământuri în afară, și un templu dedicat zeiței Iștar. Au fost ridicate 12 clădiri publice, temple, palate sau săli de adunare, cu mozaicuri din conuri ce acopereau pereții. Zidurile de cărămidă erau acoperite cu ipsos, iar conurile erau introduse în ipsos, astfel, li se vedeau baza îmbibată în culoare roșie sau neagră, formând modele geometrice, romburi, pătrate concentrice de diferite culori. Locuitorii Urukului ocupau un loc restrâns, ceea ce ducea la dificultăți ce erau rezolvate prin investiții în infrastructură sau în crearea de locuri de muncă în construcție. Conform dovezilor arheologice, civilizația a fost expusă violențelor și conflictelor cu alte orașe-state. În războaie era utilizate arcul și armele de bronz. Orașele erau cucerite sau incendiate, iar prizonierii erau vânduți în sclavie. 

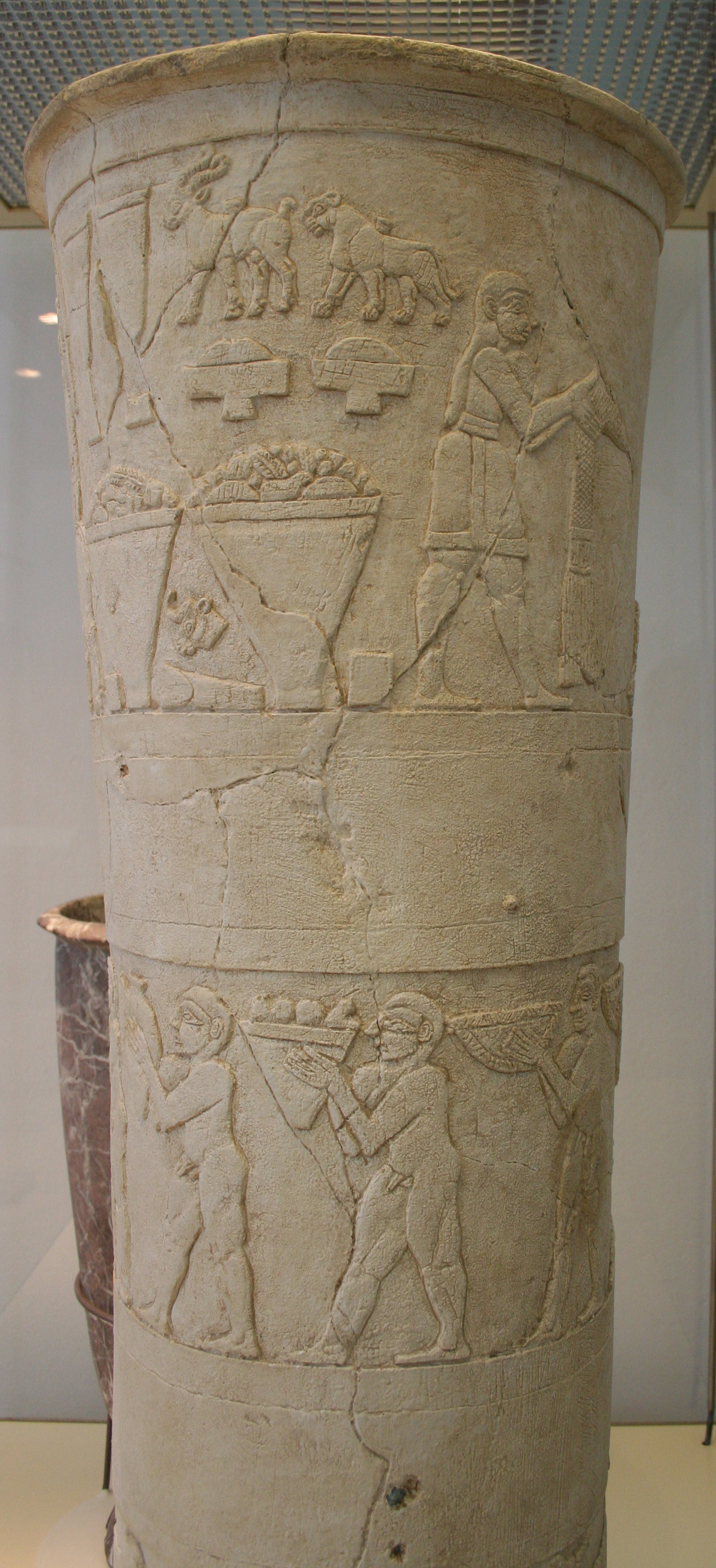
Vasul Warka

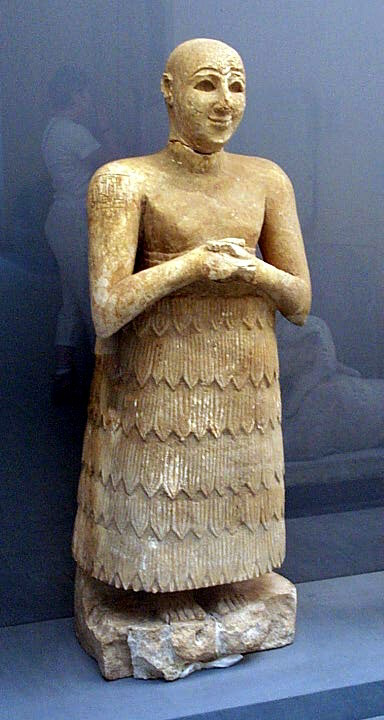
Preot sumerian

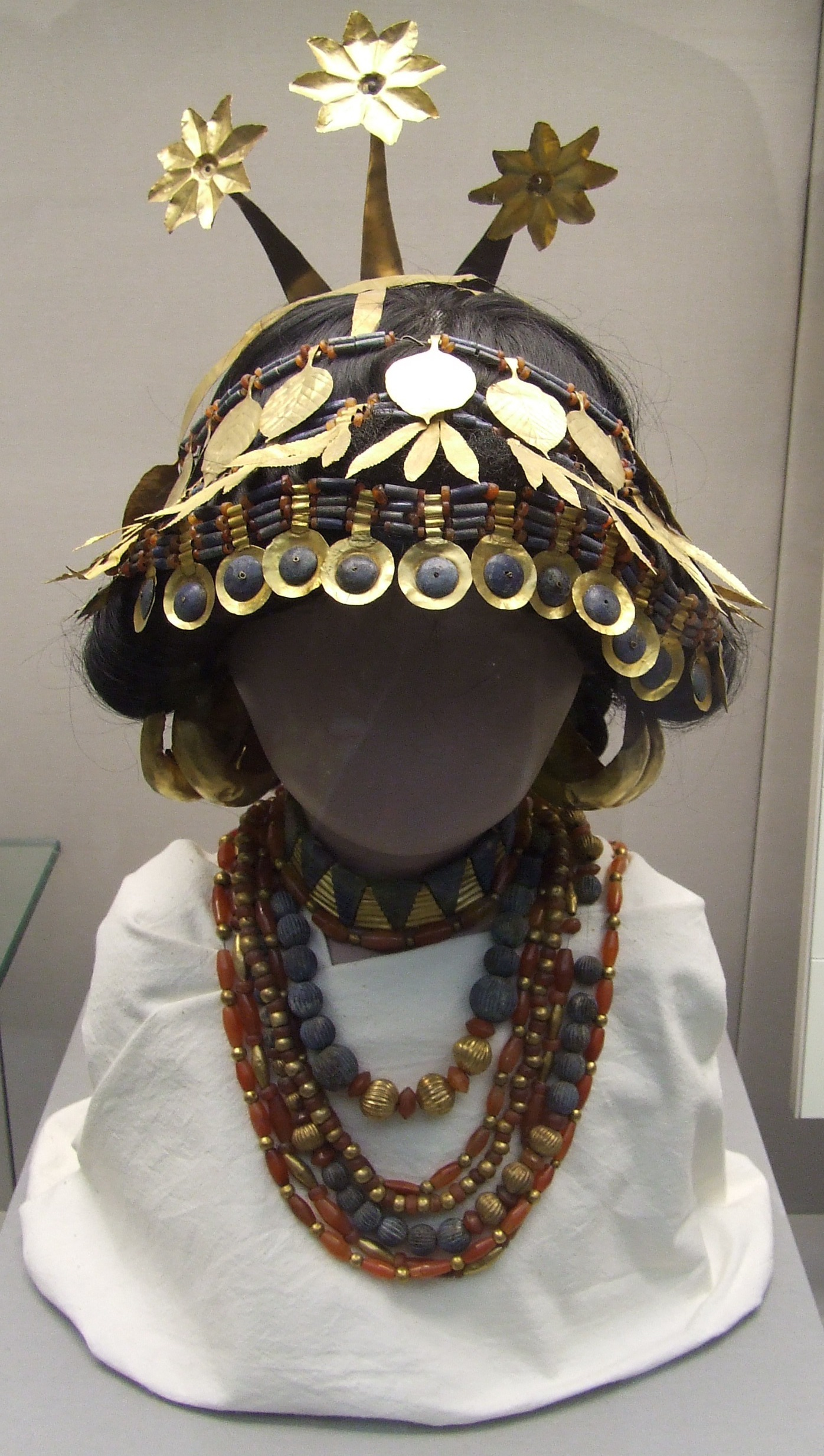
Coliere si bijuterii

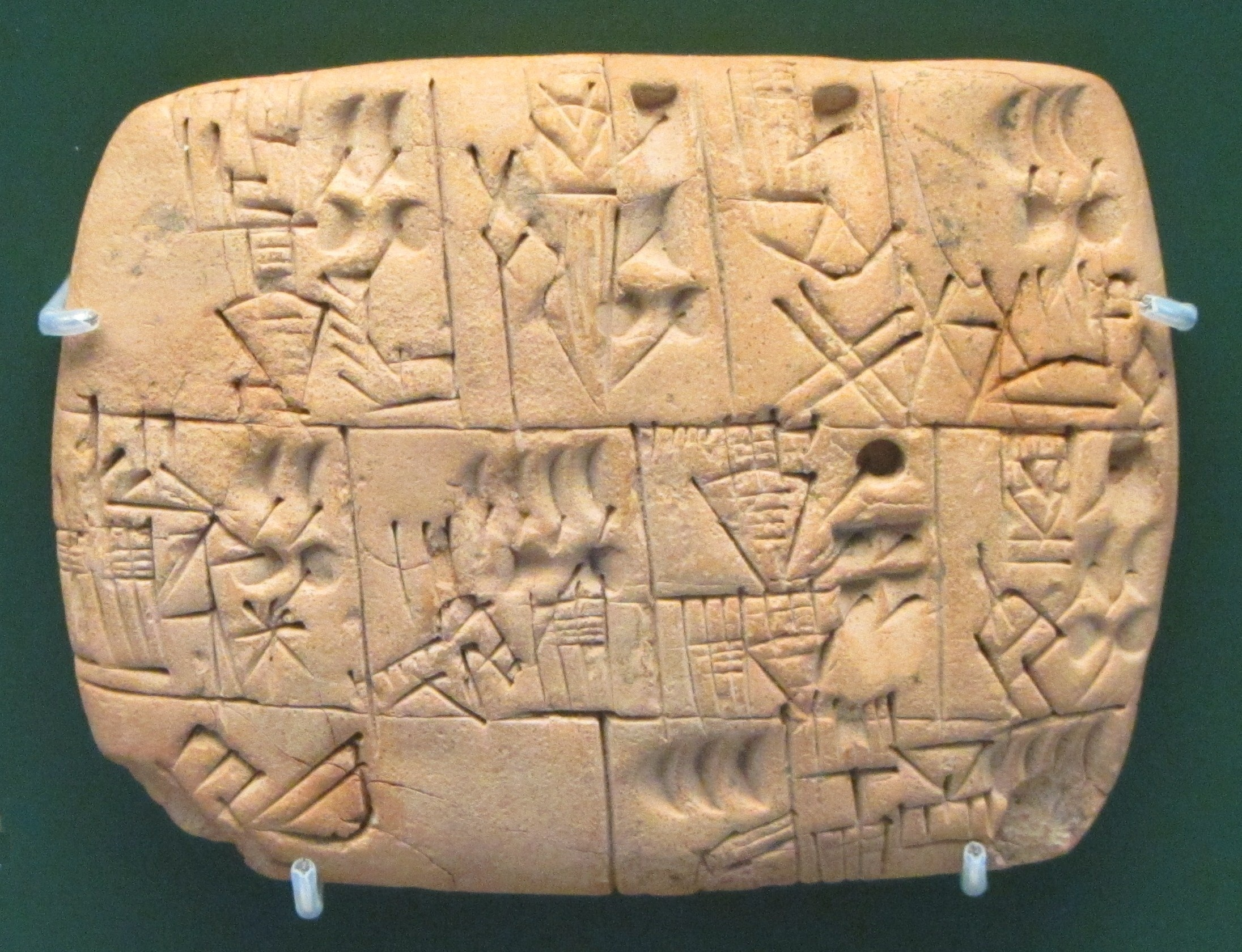
Registru ce consemnează alocarea berii

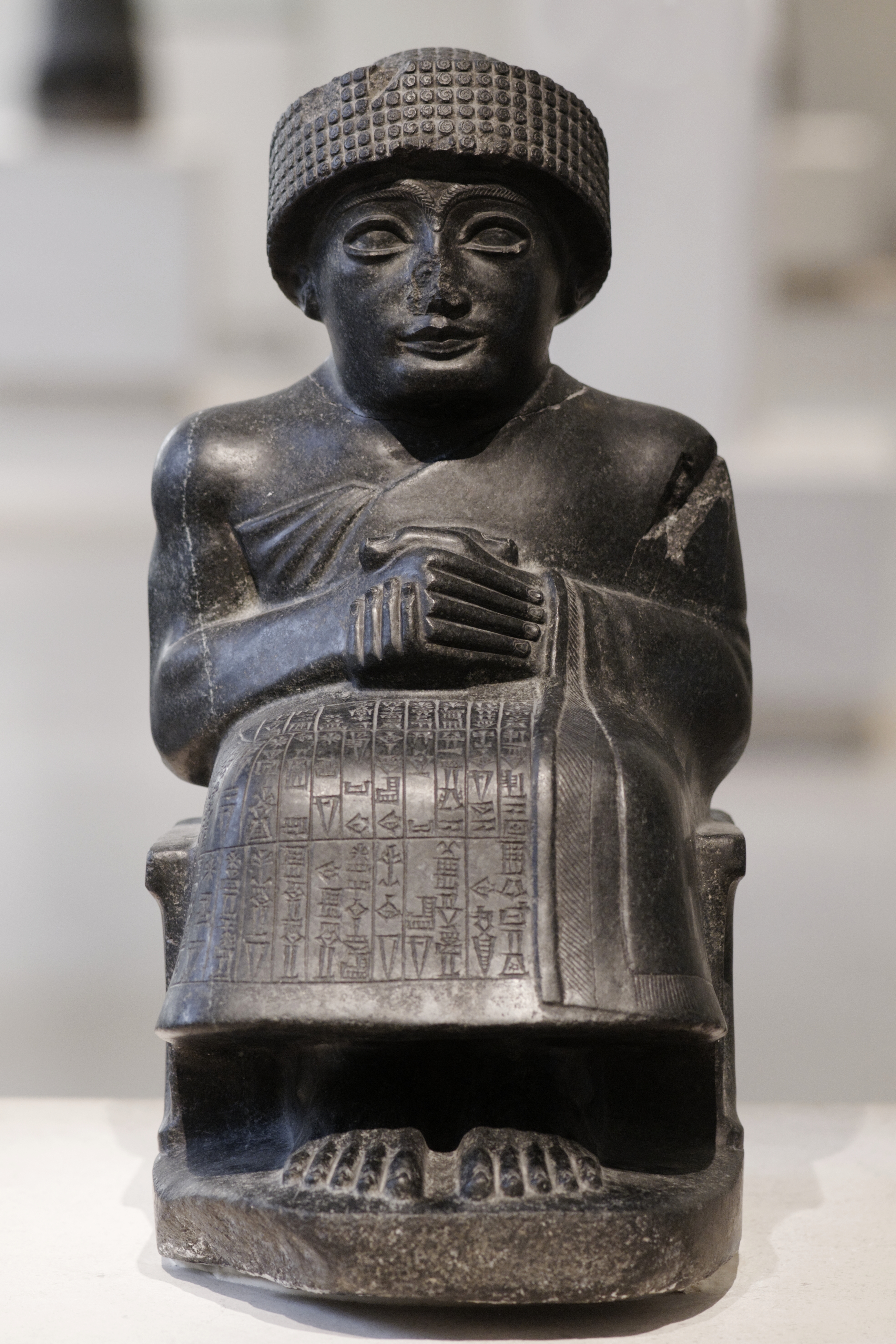
Gudea din Lagaș

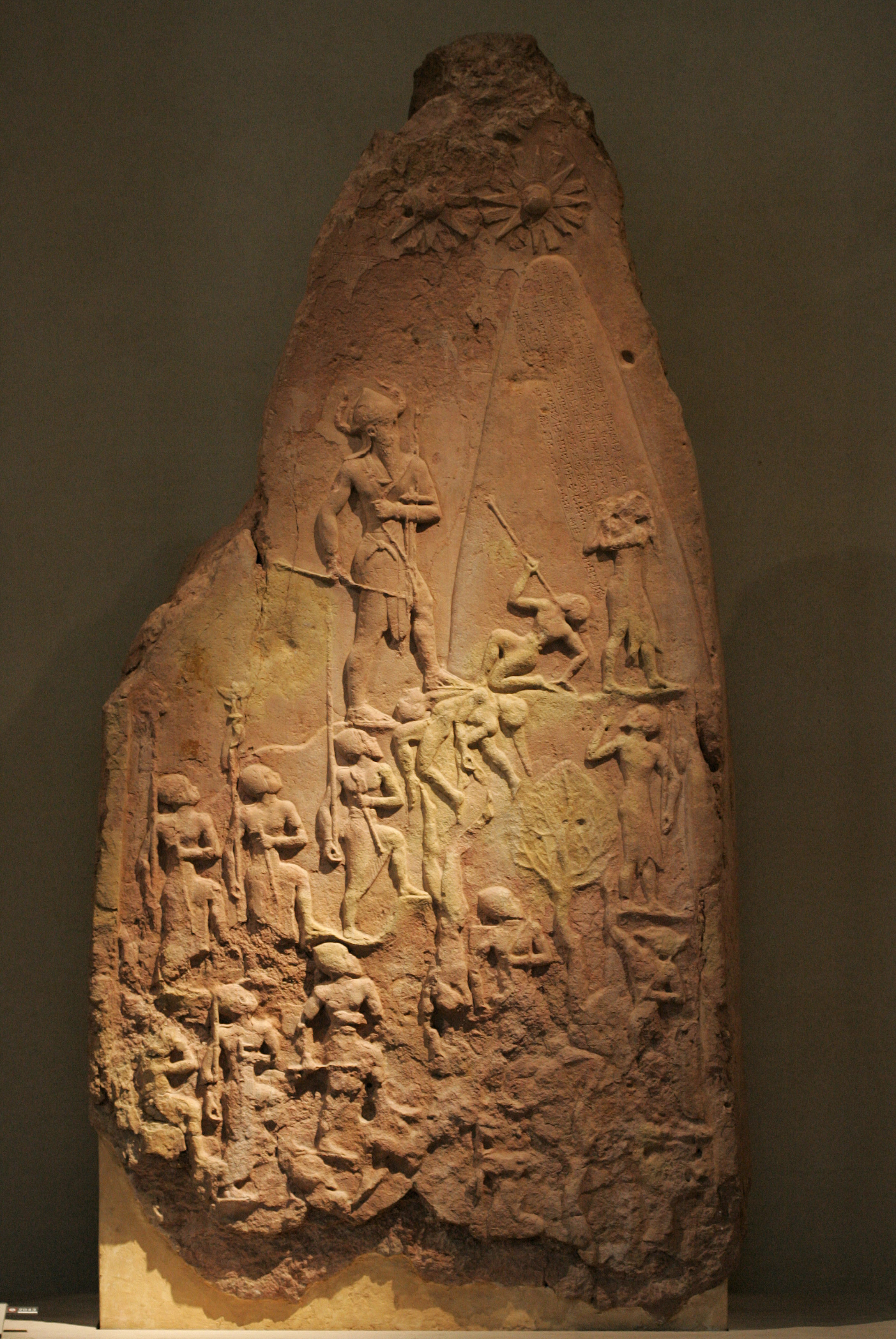
Stela lui Naram Sin

Malurile fluviilor Eufrat și Tigru sunt fertile și roditoare. Nefiind precipitații, săparea canalelor de irigație era necesară. Agricultura, cultivarea cerealelor a apărut și s-a intensificat, luând amploare. Cultivarea câmpurilor necesită colaborarea dintre oameni, astfel, s-a introdus un nou tip de organizare a muncii. Cooperarea a avut consecințe profunde. Unii erau responsabili pentru săparea solului și însămânțare, alții erau responsabili cu săparea și curățarea canalelor sau cu construirea digurilor și caselor, sau producerea uneltelor.  
Un alt leagăn important al civilizației este în Siria , în orașele nou descoperite situate lângă situl arheologic Tell Brak din nordul Mesopotamiei, de o suprafață totală de 130 de hectare, cu o movilă centrală, unde s-au găsit fragmente ceramice vechi de șase milenii și boluri de lut, ce oferă indicii despre modul de organizare a societății și modul de viață. Bolurile erau vase produse în masă și modelate repede cu o matriță. Bolurile indicau astfel o economie de redistribuție. Autoritatea centrală conducea forța de muncă și culegea roadele muncii, pe care le redistribuia printr-un sistem de raționalizare. Instituțiile le ofereau muncitorilor grâne pentru a le plăti munca. Dar recolta obținută depășea nevoile, creându-se un surplus, păstrat pentru săraci. Se produceau produse nealimentare și materii prime ce erau schimbate cu materialele altor centre. Erau meșteșugari care țeseau, produceau vase din ceramică, băteau metale și negustorii care importau și exportau produsele. Surplusul a permis diversificarea și specializarea societăților, marcând începuturile comerțului, meșteșugurilor, domeniului militar, precum și a altor specializări: soldați, constructori, muzicieni, medici, ghicitori, artiști, prostituate, astfel apar clasele. În vârful sistemului erau stăpânii de oi sau de grâne ce se îmbogățeau.  
Vasul Warka din Irak conține patru benzi ce reflectau societatea stratificată, ce reprezintă copaci și apă în prima bandă, în banda următoare turme de animale, apoi muncitori goi ce trudeau și nobili ce aduceau ofrande zeilor. Sistemul rigid ducea uneori la războaie civile în care mureau sute de oameni datorită creșterii demografice și diferențelor sociale, ceea ce amenință stabilitatea. Însă religia îi reunea, explicând lucrurile și fenomenele neînțelese, precum inundațiile. De aceea, toate clădirile și roadele erau dedicate zeilor. Conform credinței de atunci, omul chiar luase viață din lut, iar acesta, în semn de recunoștință, trebuia să îi hrănească pe zei cu ofrande. Statuile zeilor aveau forme antropomorfe și caracteristicile umane.  
Templele au devenit instituții puternice ale interacțiunilor umane pe plan social și economic. În temple s-a dezvoltat scrierea ce a devenit piatră de temelie a civilizației. Primele dovezi ale scrierii țineau de economia tot mai complexă. Având la dispoziție mult lut, din el făceau tăblițe pe care imprimau semne cu stilul. În multe orașe au fost imprimate în argilă liste cu oameni și bunuri, liste cu nume, registre. În câteva secole, scrierea a devenit tot mai dezvoltată. Au apărut școli specializate ce instruiau scribii ce au dezvoltat simbolurile acceptate ale sistemului de comunicare. Treptat, erau scrise descântece și leacuri, instrucțiuni, mituri, fabule, cântece de leagăn și de dragoste, rugăciuni și poeme. Trecutul era cercetat pentru a pune evenimentele în ordine cronologică. Documentul "Regii sumerieni" punea întrebări în privința relației dintre oraș și rege și despre originea regalității ce descindea din cadrul divinităților.  
În Sumer, suveranul era denumit "Lugal"-Omul Mare. Regii erau diferiți de ceilalți oameni în viață și în moarte. Au fost descoperite 15 morminte regale ce se distingeau prin arhitectură, ritualuri și inventare. Erau incluși slujitori, precum și animale în camerele exterioare din mormintele regilor și reginelor. În camera interioară era îngropat un singur personaj central înconjurat de obiecte de lux. Supușii își urmau stăpânii în viață, în moarte și în războaie. Sargon din Akkad a format primul imperiu, cucerind părți ce se întindeau de la Golful Persic până la Marea Mediterană. Nepotul său, Naram-Sin a moștenit imperiul și trebuia să lupte ca să-și sporească moștenirea. Și-a luat titluri ca "regele celor patru zări" și "regele universului". Era primul rege ce se zeificase, devenind unul dintre zeii țării, punându-și în față numelui sau caracterul reprezentativ al zeilor. Tot în Mesopotamia a fost inventată și roata olarului.  

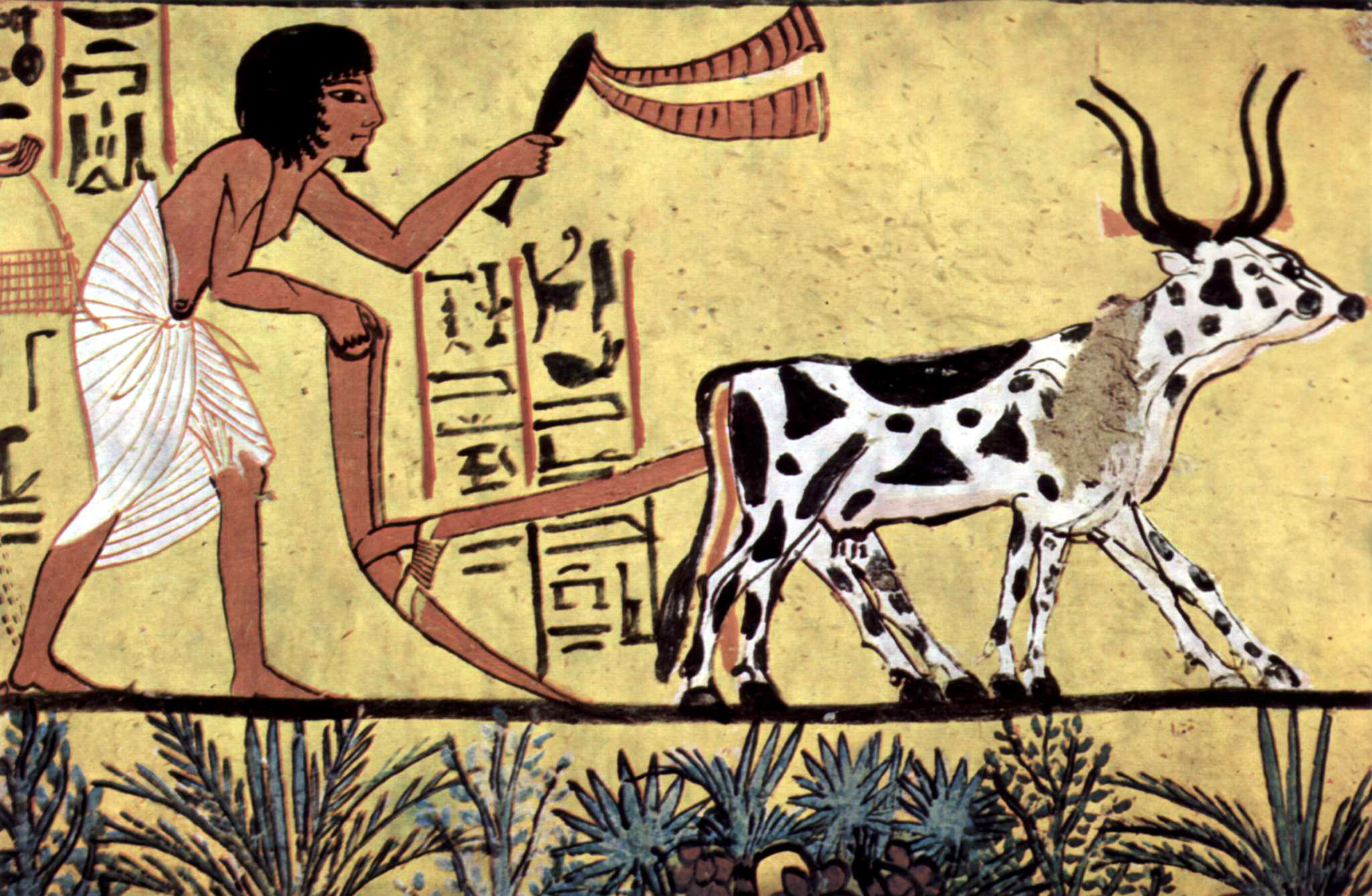
Agricultura in Egipt

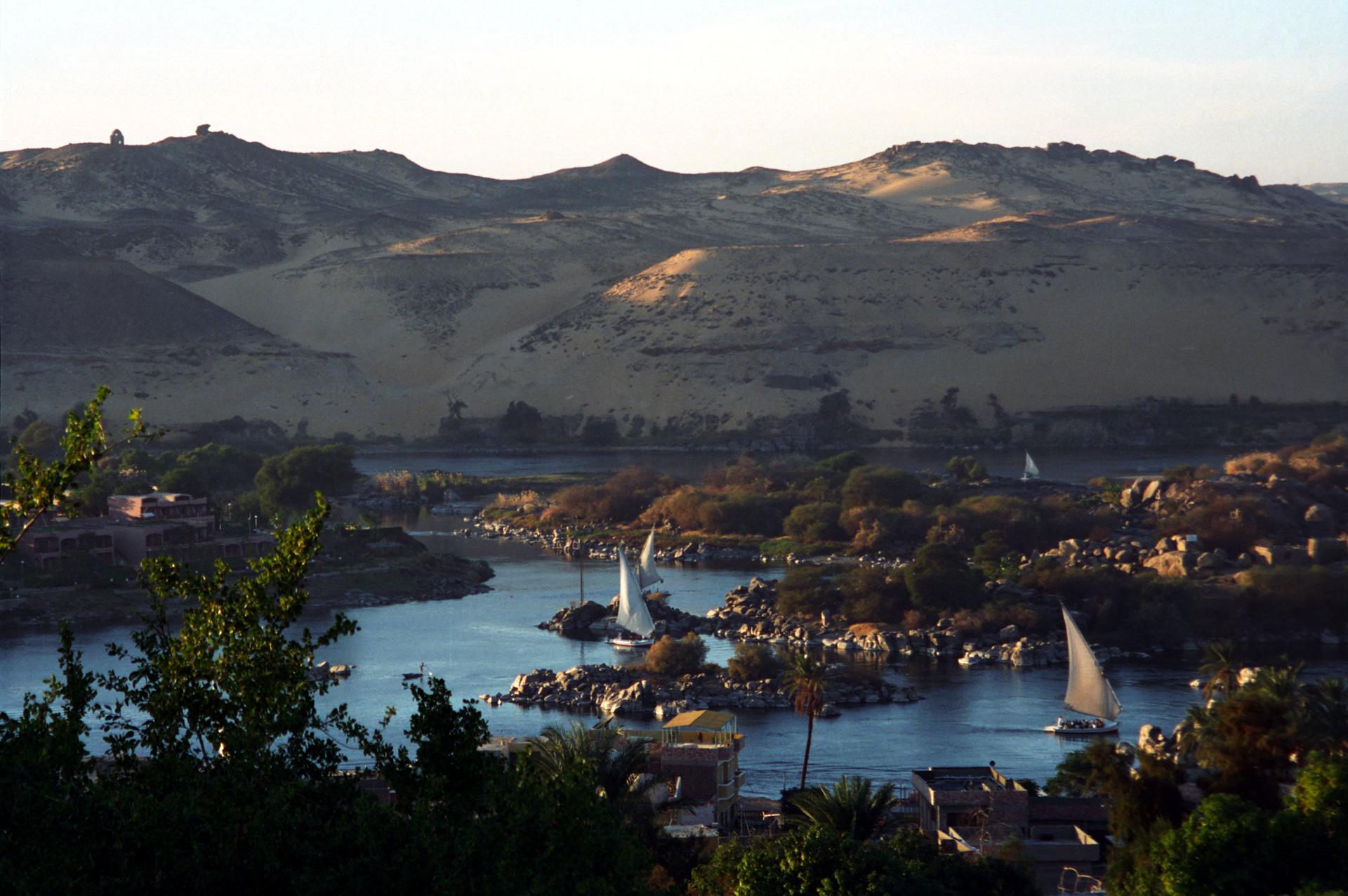
Nilul

Orașele-state din Mesopotamia aveau să între în competiție cu Egiptul, țară cu arhitectură monumentală și regi divini ce erau preocupați de moarte. Având ca avantaj poziția sa geografică și Nilul, acesta a prosperat. Doar 4% din solul Egiptului era cultivabil, de aceea, egiptenii depindeau de revărsările anuale ale Nilului din iunie până în septembrie. Apele Nilului creșteau, ieșeau din albie și kilometri întregi de câmpie erau inundate. Solul era îmbibat cu apă și fertilizat cu noroi. De aceea, egiptenii au zeificat Nilul. 

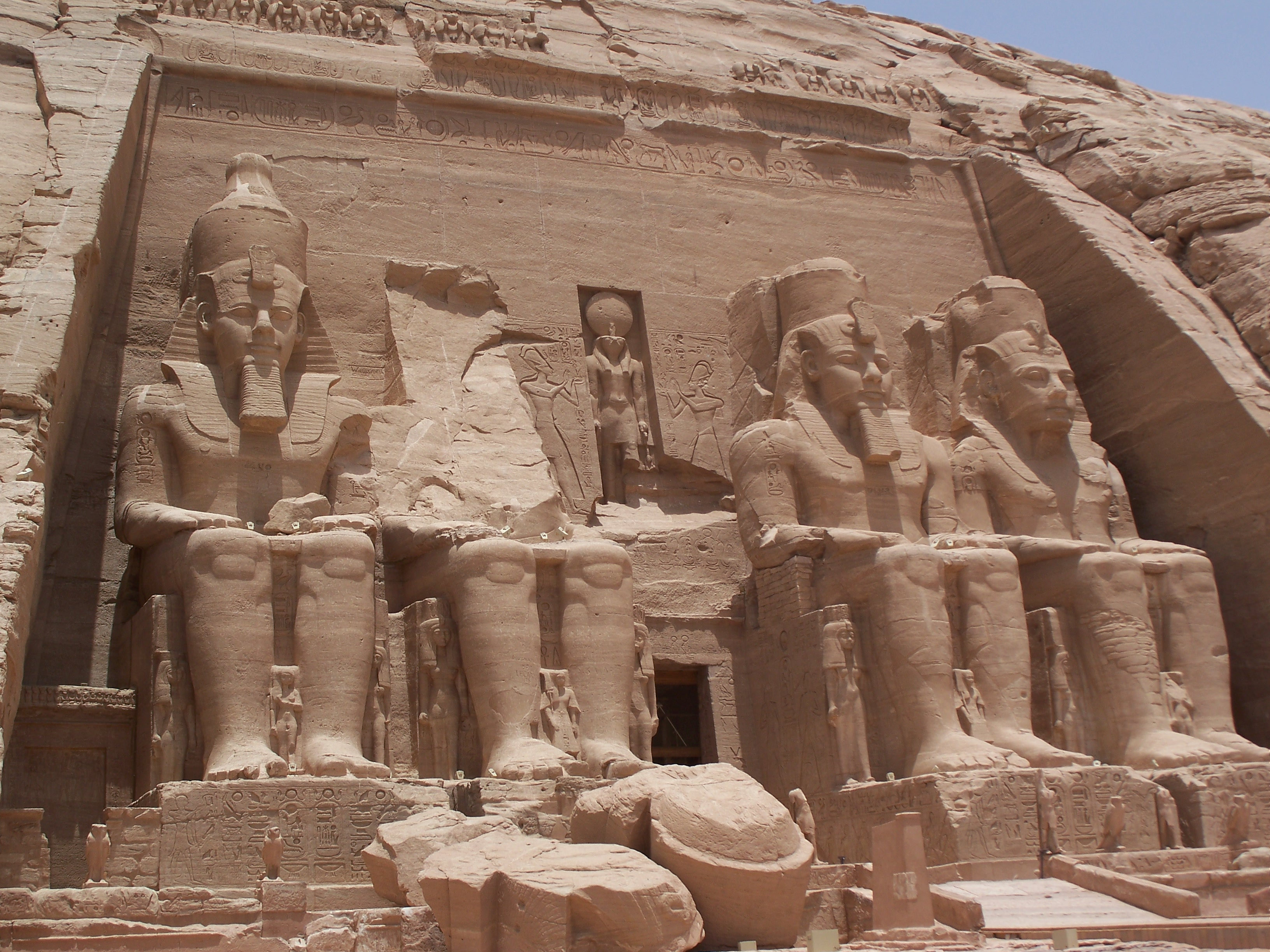
Abu Simbel

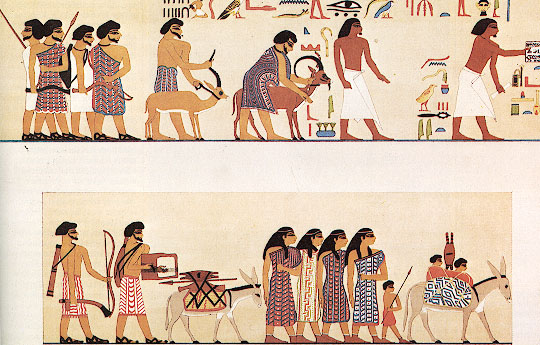
Hicsoși

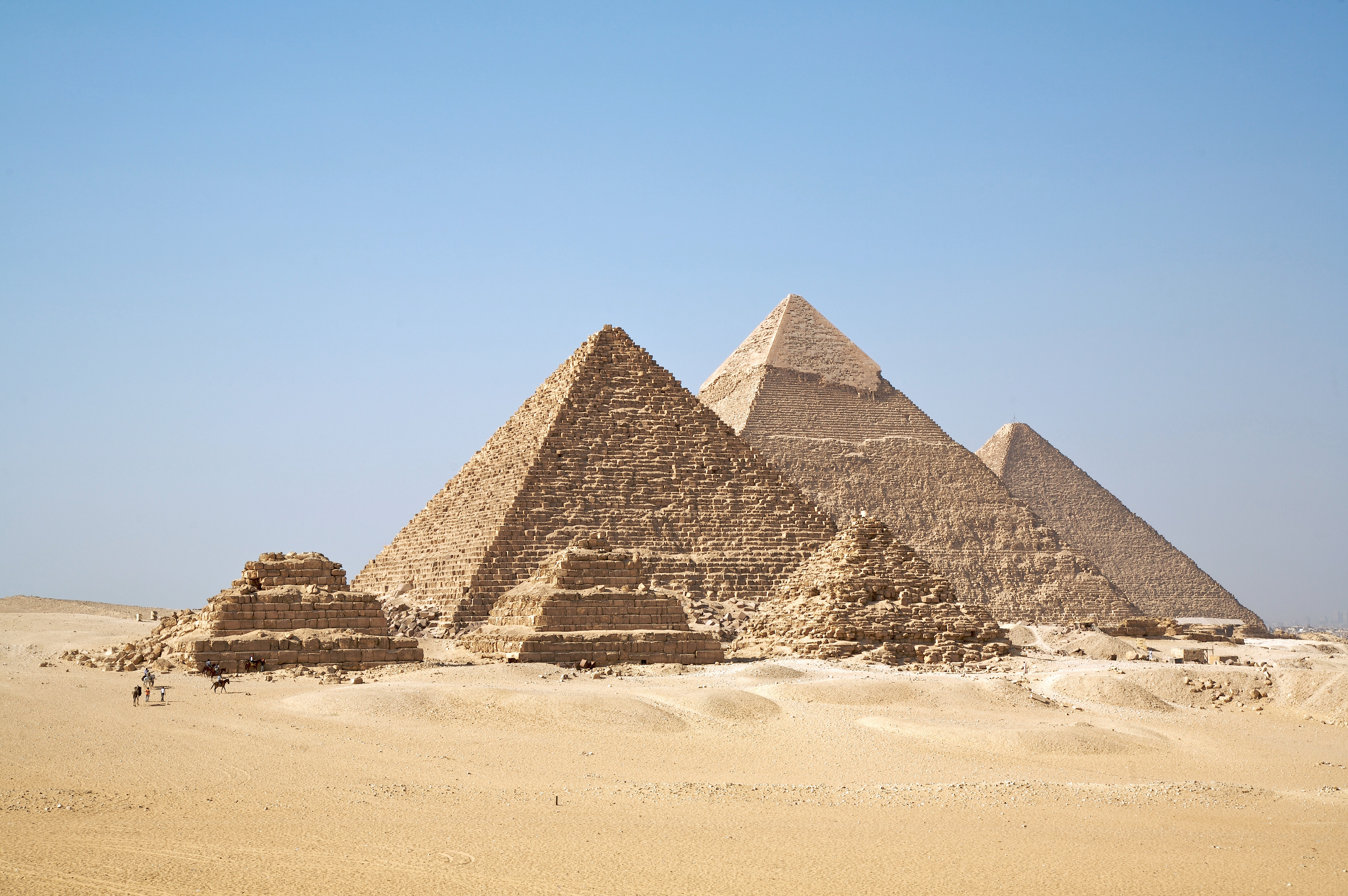
Piramidele de la Giza

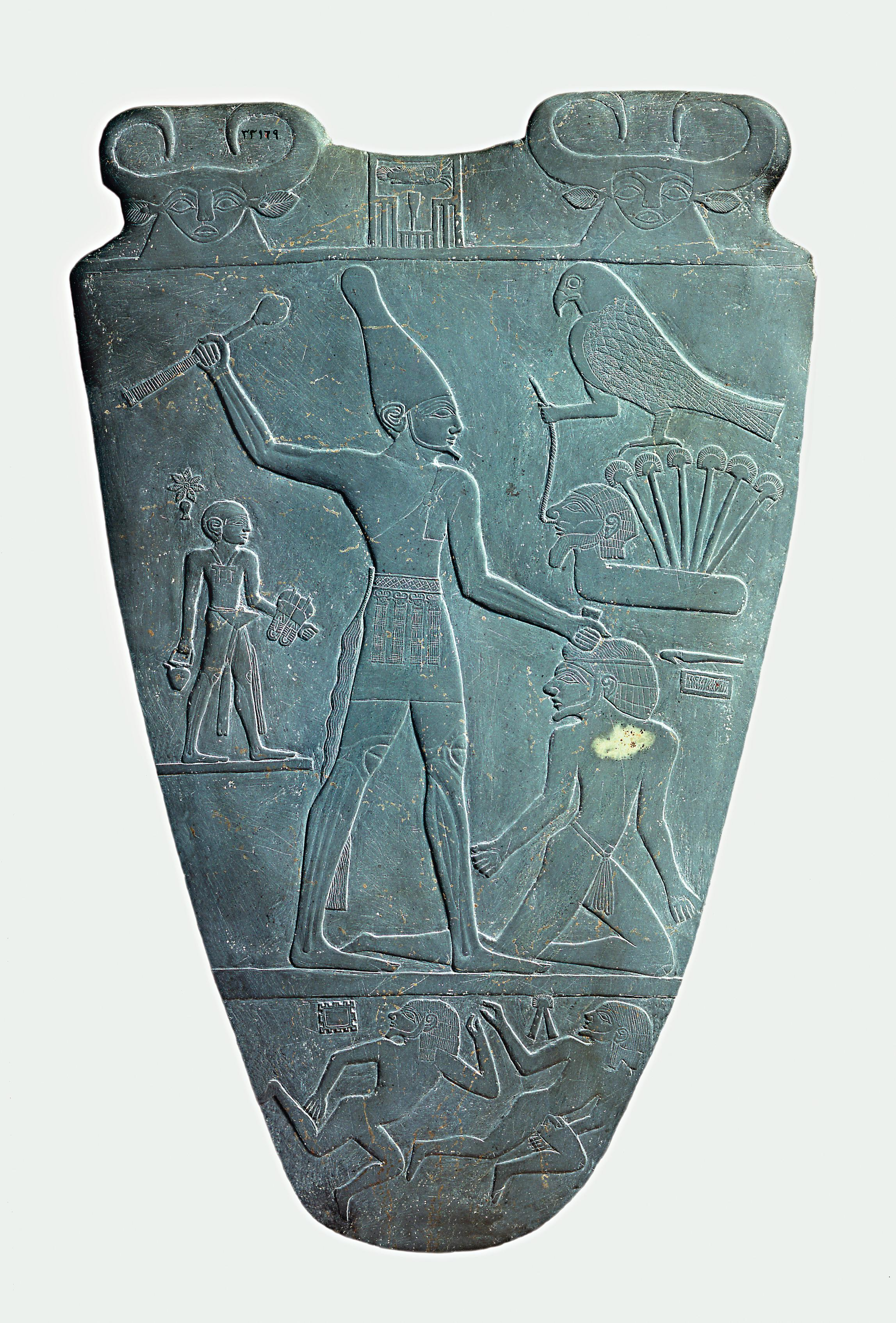
Faraonul Narmer lovește un străin

 Faraonul era zeificat, fiind întruchiparea divină a zeului Horus pe pământ, fiind recunoscut de Egiptul de Sus și Egiptul de Jos. Pentru a avea asigurat drumul spre viață de apoi i se construia o mastaba, chiar o piramidă construită din blocuri de calcar și granit. Blocurile de piatră erau transportate cu plutele pe Nil, și descărcate pe țărm, erau trase cu frânghii și pârghii, târâte pe rampă. Piramida în sine reprezenta movila primordială ce s-a înălțat din apele întunecate pe care s-a născut Atum, zeul solar. Soarele de asemenea avea o simbolistică importantă în mitologia egipteană. Soarele reprezenta viață, căldură, lumină, iar egiptenii își închipuiau traseul Soarelui ca pe un zeu, Ra, ce răsărea și ajungea la zenit, ca apoi să apună și să străbată lumea de dincolo pe o barcă cerească până când răsărea din nou. Egiptenii de rând credeau cu tărie în viață de după moarte, considerând că vor munci, vor mânca și vor face dragoste, însă în cadrul unei vieți mult mai bune și mai îmbelșugate.  
Cu fluviul la dispoziție și fiind izolați de lume prin deșert, egiptenii erau un popor insular de conservatori, xenofobi, mândri și curioși. Produceau vase din ceramică și obiecte din bronz. Îi priveau pe străini ca fiind josnici și respingători. Statuile și frizele egiptene aveau să înfățișeze asta prin redarea luptelor și cuceririlor. Basoreliefurile împodobeau porțile și pereții clădirilor înalte de 10 metri înălțime, în care inamicii erau apucați de păr și loviți cu putere de divinul faraon sau pe pereții mormintelor în care stăteau înșirați ca să aducă tribut faraonului. În timpul Dinastiei a XI-a, prin mileniul al II-lea î.e.n., străinilor, precum asiaticii din Palestina și Siria, cunoscuți ca hicsoși sau păstori de oi, li s-a permis să se stabilească în Egipt cu binecuvântarea faraonilor. 

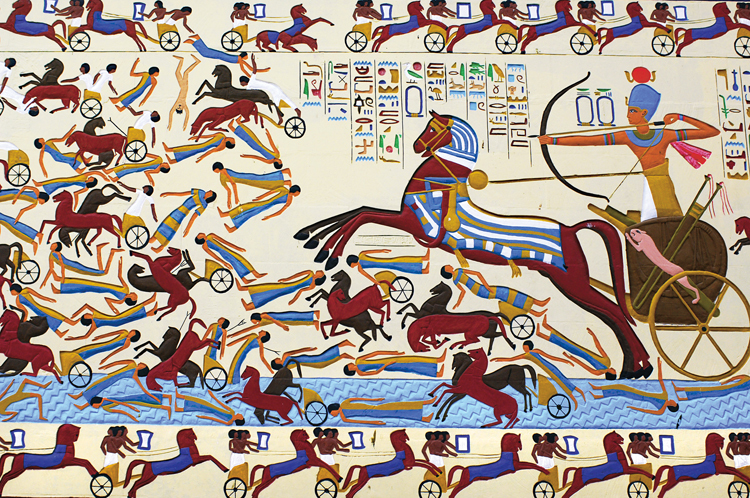
Ahmose I îi alungă pe hicsoși

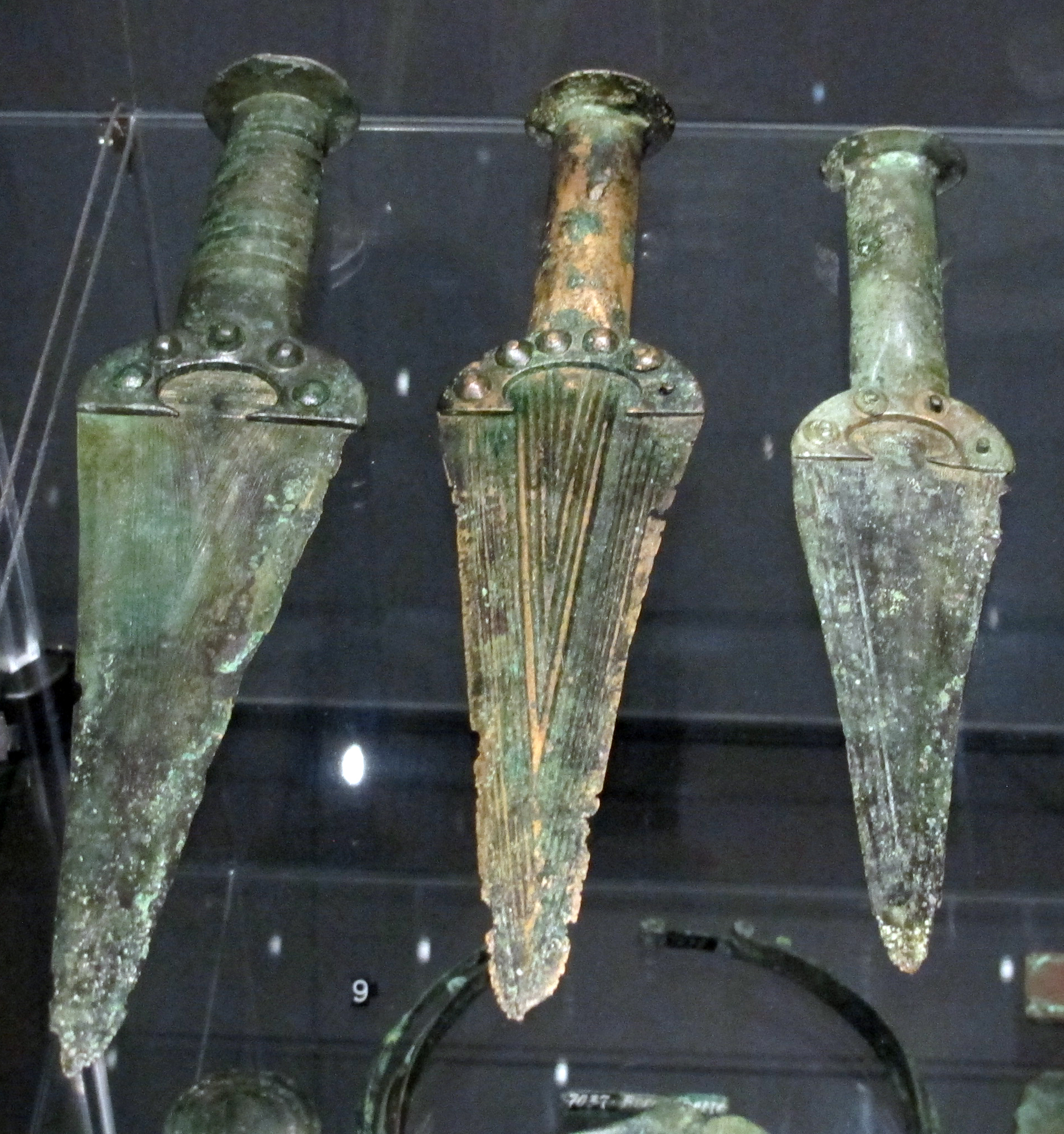
Pumnale din bronz, 2200-1600 î.e.n.

Hicsoșii și-au sporit influența, iar dinastiile egiptene și-au pierdut puterea. Hicsoșii au ajuns să stăpânească nord-estul Deltei Nilului și au condus Egiptul de Jos un secol până când au fost alungați de faraonul Kamose I ce mobilizase egiptenii furioși și umiliți. Alungarea hicsoșilor s-a încheiat sub faraonul Ahmose I.  
Semiluna Fertilă cuprindea o multitudine de populații ce luptau între ele pentru materii prime ca metalul ce definea epoca: bronzul, un aliaj de cupru și staniu. Din bronz se produceau unelte ascuțite și rezistente, cu diferite forme și mărimi, de la topoare la artefacte. Bronzul avea o calitate estetică pe lângă valoarea practică și deținerea lui definea elita aristocratică. Dar ca să-l obțină cantități suficiente, se practica negoțul. 

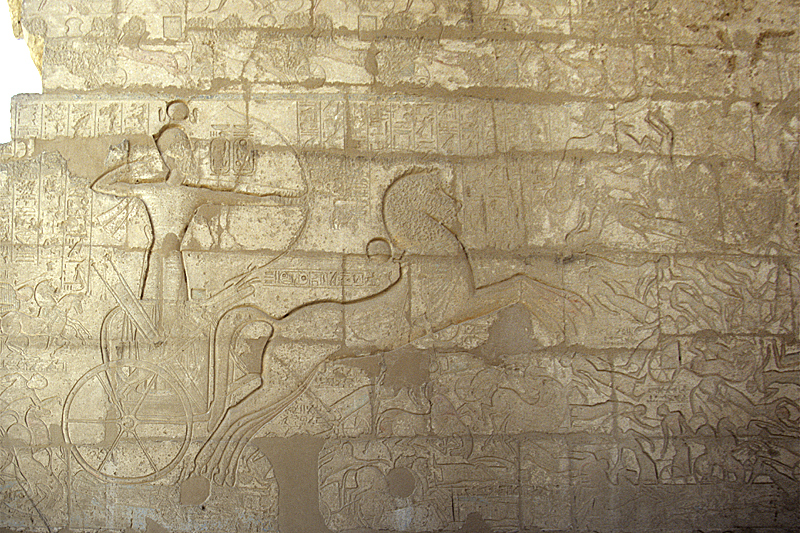
Bătălia de la Kadeș

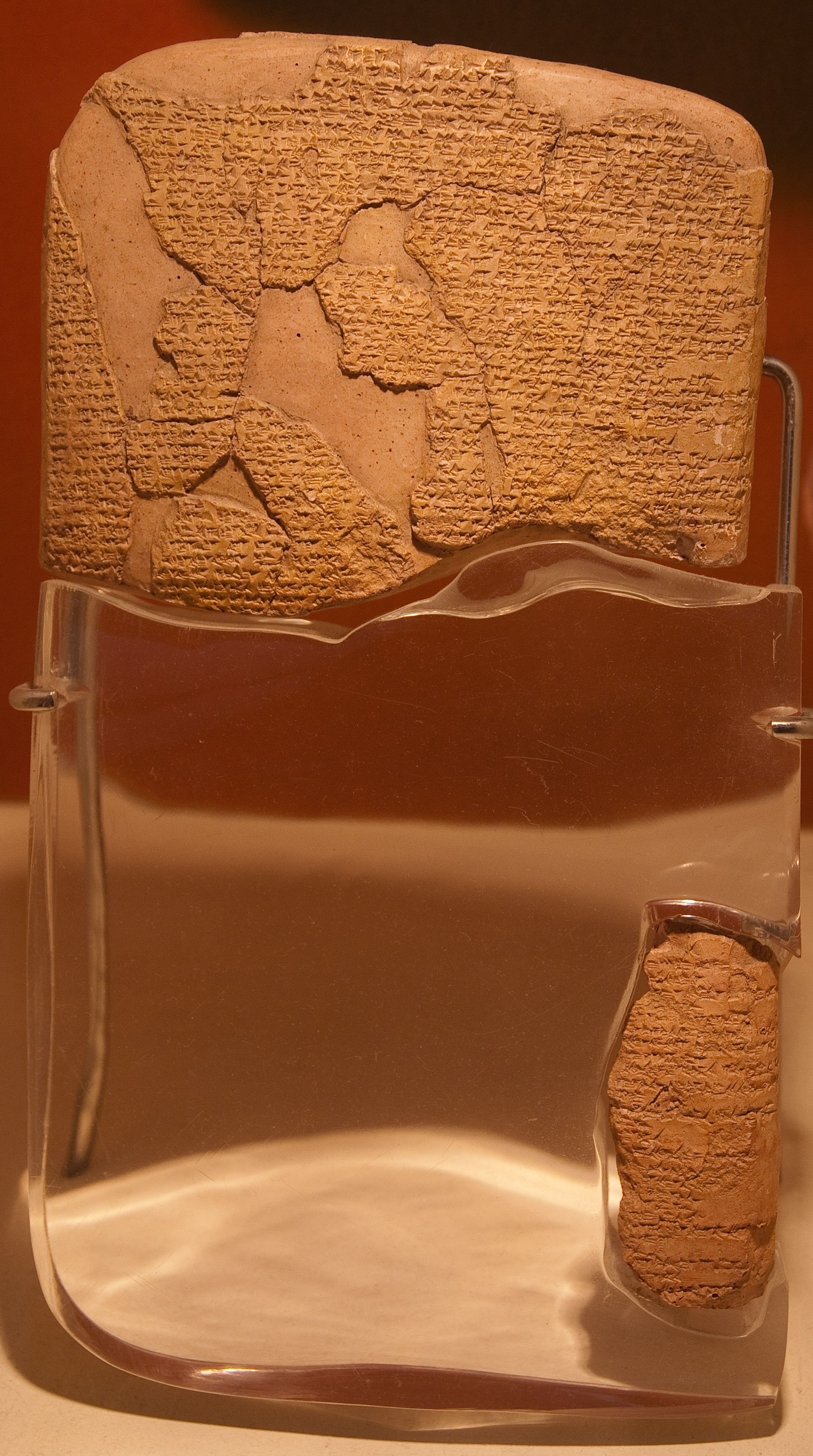
Tratatul de la Kadeș

În Kanish, ce era un centru administrativ, s-au găsit ruinele unor ateliere din port. Kanish era o colonie în Anatolia a expatriaților din Assur, care au venit în vest să se îmbogățească din comerț. Negustorii locuiau în zona Karemului, făcând negoț cu anatolienii. Karemul avea legi comerciale stabilite, negustorii plătind impozite regilor ce răspundeau de siguranță acestora. Catârii porneau regulat încărcați cu bronz de la Assur la Kanish pe o distanță de 1500 km, iar soldații regelui îi păzeau pe negustori. Au fost găsite obiecte de artă, inele, sigilii, pietre de hematit ce aparțineau negustorilor și erau utilizate ca monede de schimb. S-au format rute ce se întindeau din Siria până în Afghanistan și Iran, prin intermediul cărora comercianții făceau negoț cu cositor și țesături. 
Negustorii asirieni cumpărau cositor din Iran și îl vindeau regatelor din Anatolia și cumpărau în schimb lână și țesături. Au fost descoperite 22 000 de tăblițe cu scriere cuneiformă, majoritatea fiind scrisori între negustori și nevestele și fiii lor. 
Deși în ultima instanță se recurgea la confruntări militare, s-a recurs și la diplomație. La Hattușa, capitala imperiului Hitit s-au găsit fragmente a 70 de tratate de pace, printre care și cea dintre regele hitit și faraonul Ramses al II-lea în urmă Bătăliei de la Kadeș, comemorată și pe pereții Templului de la Abu Simbel. Bătălia de la Kadesh a fost cea mai mare bătălie de care de luptă din istorie, fiind implicate 5000-6000 de care. Deși Ramses susține că a câștigat bătălia, niciunul n-a câștigat în realitate și s-a încheiat un tratat de pace, jurat pe zeul soarelui egiptean și pe zeul hitit al furtunilor. Principala îngrijorare o constituiau conflictele din interior și stabilitatea, și astfel, cele două superputeri antice își asigurau sprijin reciproc. Datorită centralizării, zonele periferice erau tot mai neglijate și au loc mișcări sociale ce vor duce la dispariția acestor civilizații.
Pe coasta Siriei, Ugarit, locuit de zeci de oameni, ce era un centru comercial prosper, cu multe depozite și temple, ce unea orașele Mesopotamiei cu lumea mediteraneană, a fost distrus în urma invaziei "popoarelor mării" în jurul anului 1200 î.e.n. Epoca bronzului s-a încheiat catastrofal, civilizația intrând într-o epocă întunecată.

## Epoca Fierului: negustori și războinici

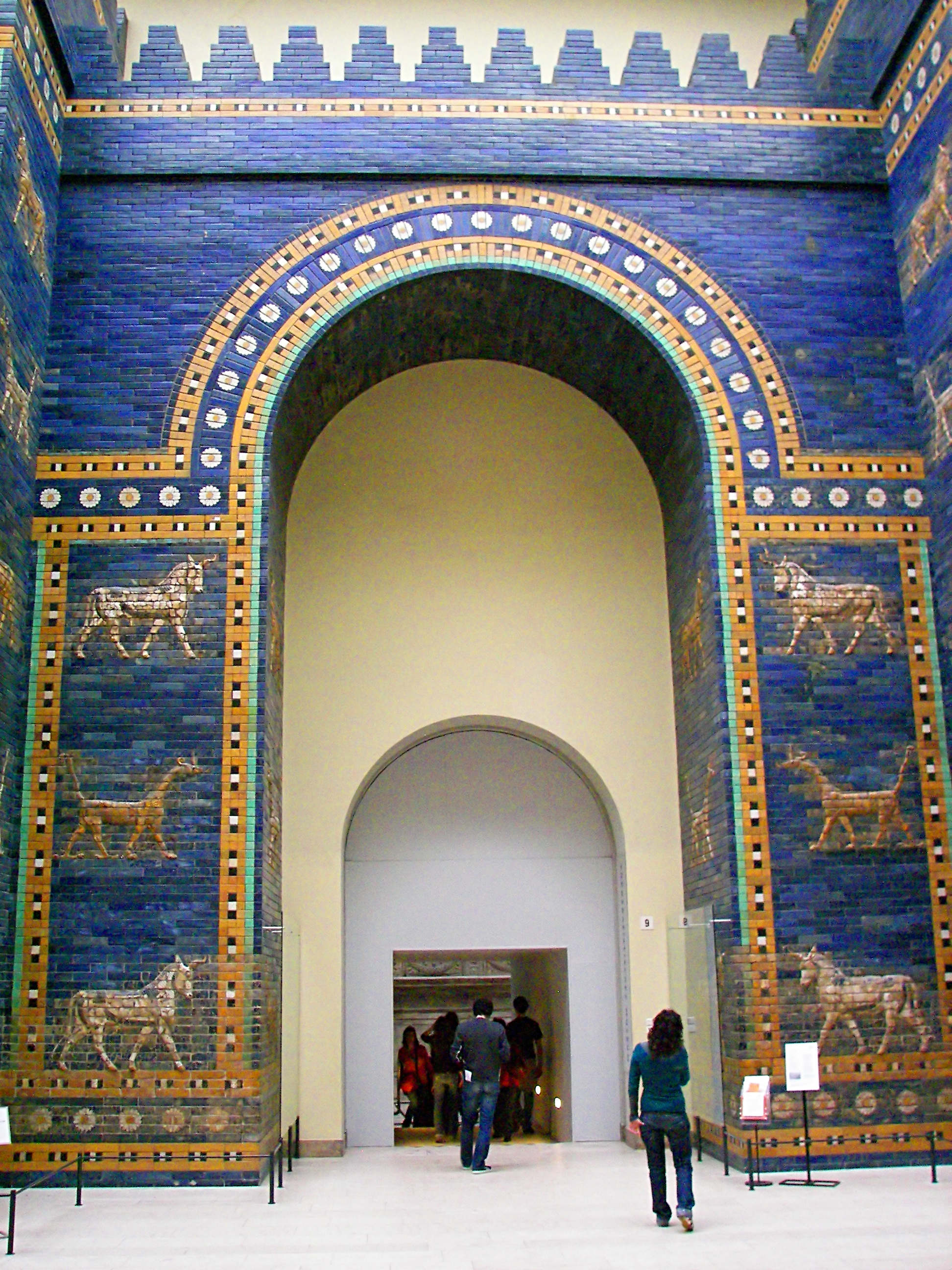
Poarta lui Iștar din Babilon, reconstituită în Muzeul Pergamon din Berlin

Popoarele Mării, alcătuite din indivizi deposedați și disperați de a obține pământ, au cotropit orașe și culturi în Egipt, Siria, Anatolia și Creta, distrugând civilizații ca cea egipteană, hitită și cea minoică. După colapsul de la sfârșitul epocii bronzului, supraviețuitorii aveau să rivalizeze pentru supremație în cadrul epocii fierului. 
Fenicienii au marcat o nouă etapă a antichității pe țărmurile Mării Mediterane ce a unit culturi diferite și a stat la baza formării și declinului multor civilizații prin negoț, transport, schimb de tehnologii și idei, Marea Mediterană fiind o adevărată rețea. Lângă coasta sud-estică a Turciei a fost găsită epava de la Uluburun cu peste 17 tone de artefacte, 15 000 de obiecte și lingouri de zece tone de cupru, lemn sudanez din sudul Egiptului, cositor din Afghanistan, vase de ceramică miceniene din Creta, un topor de piatră de la Dunăre, care atestă amploarea negoțului în faza finală a epocii bronzului. Căpitanul vasului era un canaanit după cum arată sabia și pumnalul ce le purta, iar greutățile în formă de animale, talerul și tăblițele de scris le aparțineau negustorilor aflați la bord, proveniți din Siria, precum și tăblițe ce conțineau scrisori cu descrierea distrugerii orașului Ugarit de "popoarele marii" ce ardeau satele și comiteau nelegiuiri, și cum era lipsit de apărare, atacat de corăbiile "popoarelor marii" bine-echipate, având la bord războinici ce debarcau și incendiau orașele, dispărând în câteva ore. Fiindcă înfruntau foametea și sărăcia, și lipsa de pământ, aceștia erau nevoiți să cotropească ca să obțină teritorii. Conform relatărilor de pe fațadele templelor, în Egipt, armatele lui Ramses al III-lea au respins invadatorii . Dar nu toate formațiunile statale au avut norocul Egiptului, multe orașe în Grecia, ca Pilos, Sparta, Atena sau Micene, sau în Anatolia, ca Hattusa, Tars sau Ugarit, precum și Qatna, Kadesh, Lahiș sau Megiddo fiind devastate sau nimicite. Deși rețeaua comercială părea complexă și rafinată, civilizația bronzului era fragilă și vulnerabilă. De asemenea, civilizația egeeană a fost extrem de afectată. Orașele au dispărut, agricultura a decăzut, orizontul vieții s-a îngustat, iar comerțul s-a prăbușit. Dar civilizația a supraviețuit, începând un proces de schimbare: Epoca Fierului. Inițial folosit pentru unelte, din el se făceau arme mult mai bune și mai dure, unelte mult mai practice. Fierul a democratizat războiul, devenind accesibil tuturor. Apar centre de putere mai mici, dar mobile, ceea ce va relansa comerțul. Fenicienii, creatori a unor figurine și ofrande votive găsite în Byblos, aveau să ducă civilizația mai departe. Pe laturile sarcofagului lui Ahiram s-a descoperit primul exemplu de alfabet. Spre deosebire de scrierile anterioare cu multe simboluri și lipsite de logică, alfabetul era mai ușor de asimilat ca o înregistrare a vorbirii, fiind accesibil tuturor. Alfabetul fenician consta doar din consoane și era utilizat pentru comerț. Byblos a prosperat în calitate de oraș comercial după ce a fost supus de egipteni, după cum ne arată Templul Obeliscurilor dedicat lui Ra construit în 1300 î.e.n. După colapsul de la sfârșitul epocii bronzului, Egiptul pierde controlul Nubiei, sursa aurului său, și era divizat politic în două formațiuni. De asemenea, nu mai avea acces nelimitat la pădurile de cedri din Liban, care erau o sursă abundentă de lemn rezistent și bine-mirositor. După venirea popoarelor marii, egiptenilor nu li s-a mai permis să obțină lemnul de cedru pe gratis. Fenicienii nu se mai temeau de marile puteri, iar colapsul și criza de la sfârșitul epocii bronzului a însemnat o eliberare economică ce a dus la dispariția birocrației și a favorizat apariția primelor afaceri. Ierarhia s-a restabilit, iar negustorul avea un rol tot mai prioritar, ceea ce a dus la apariția unei noi clase sociale. Împărțirea socială nu mai era dată de armată sau de rege, ci de economie. S-au format primele asociații, rețele având la baza familii extinse. Suveranul lor, ales de consiliu, era un fel de director general ce supraveghea afacerile și își asuma riscurile. Fenicienii exploatau la maximum Marea Mediterană, fiind reputați navigatori și constructori de corăbii din lemn de cedru rezistente și trainice cu care puteau face comerț și se puteau îndepărta destul de mult de țărm. Arta navigării le-a permis să creeze o rețea economică care lega Armenia, Asia Mică, Cipru, insulele egeene, Palestina, Arabia, Siria, Orientul Apropiat, de la un țărm la altul. În multe locuri erau vestiți pentru vopseaua lor purpurie, cu care vopseau pânzeturi prețioase și foarte căutate atunci. Sursa vopselei erau cochiliile Murex. De aceea, grecii îi numeau "phoinikes" – oamenii pânzei regale purpurii. Cetatea-port Tir a înflorit sub regele Abi-Baal, fiind înconjurată de ziduri puternice și cuprinzând clădiri etajate. Hiram, fiul lui Abi-Baal a construit edificii religioase. Fenicienii aveau un zeu suprem, El, și un zeu polivalent, Baal, ceea ce indică o ierarhie firească divină. El era o divinitate distantă, iar Baal conducea zi de zi lumea. Hiram a introdus un nou zeu, Melqart, pentru a-și consolida puterea în Tir. S-a debarasat de vechii zei și a construit un templu dedicat acestui zeu, reglând balanța puterii între templul preoților și palatul condus de el, ca reprezentant al zeului. Vecinii se temeau și îi invidiau pe fenicienii ce importau argint, fier, cositor și plumb din Tarsis, fildeș, abanos, șei de cai din Dedan, mirodenii și pietre scumpe din Saba și vin scump din Damasc. Sursele biblice îi demonizează pe fenicieni datorită bogăției și desfrâului.
Teritoriile din sudul Palestinei erau stăpânite de evrei, un popor profund religios, a căror capitală era Ierusalimul. Regatul Israel a fost întemeiat de regele David, ca o formațiune unificată și puternică. După Solomon, au existat două regate: regatul lui Israel în nord și Regatul lui Iuda din sud. Ambele au fost cotropite de marile puteri din epoca fierului, ce foloseau violența sistematică, precum asirienii. 
Salmanasar al III-lea a fost unul dintre ultimii regi asirieni ce a extins și dezvoltat Imperiul Asirian, conducând campanii militare în cea mai mare parte a lungii sale domnii, atacând vecinii. A creat o armată profesionistă, de arcași pricepuți și războinici cruzi și nemiloși. A extins imperiul între câmpia Mesopotamiei și munții din nord. Războiul era baza economiei, societății și civilizației asiriene. Neavând materii prime, cotropeau alte teritorii pentru a le căpăta. Obțineau biruri jefuind, iar violența era un instrument al politicii de stat. Șocul și groază erau urmate de cătușe și tortură. Conform tăblițelor, regi precum tatăl lui Salmanasar jefuiau zeci de care de lupta, cu harnașament, sute sau mii de cai, oi și vite, precum și metale prețioase în cantități mari, țesături fine, divane de fildeș încrustate de aur, mobilier, fiicele nobililor și zestrea lor, precum și zeci de mii de sclavi. Apoi impuneau tributuri anuale prin care cereau animale, grâne, aur și argint, așa cum indică obeliscul negru de la British Museum, în care Iehu, regele Israelului se supune și se închină regelui Asiriei. După ce Regatul Israel a renunțat la statutul de vasalitate și s-a aliat cu Egiptul, asirienii s-au răzbunat brutal, nimicind regatul în mai puțin de un deceniu. Procedeele de pedepsire erau foarte brutale, constând în decapitări și jupuirea inamicilor, transmițând un avertisment pentru toate populațiile cucerite pentru a menține imperiul unit. Curând, au supus și Regatul Iuda. Însă Ezechia a pregătit o strategie defensivă și a înălțat un zid de apărare de 6 metri înălțime, fortificând Ierusalimul și reorganizând economia, construind și un tunel subteran de 500 de metri săpat în roca orașului, asigurând apă potabilă în caz de asediu. Pe basoreliefurile de la Ninive este înfățișat asediul cetății Lahish cu mașinăria de asediu și pedestrași asirieni. În urma ocupării orașului, mulți oameni importanți din garnizoana orașului au fost trași în țeapă sau jupuiți. 1500 de trupuri de femei, bărbați și copii zăceau laolaltă, iar restul populației a fost deportat, după aceea Lahișul fiind incendiat.
Treptat, asirienii au sporit suma tributului cerut fenicienilor până la echivalentul a 5 tone de aur. Asirienii aveau obiective bine definite privind menținerea stabilității și îmbogățire, recurgând la teamă, ură și teroare. Fenicienii erau nevoiți să se îndrepte spre Occident în căutare de piețe noi și noi surse de materii prime, în Malta, Sardinia, nordul Africii, Sicilia, Insulele Baleare și în sudul Spaniei, unde au găsit o mare sursă de argint în râul Tento. Fenicienii extrăgeau argintul și plăteau asirienilor tributul folosit pentru a întreține maiestuoasele palate, biblioteca de tăblițe de argilă construită de Assurbanipal și a plăti slujitorii și soldații. Plătirea tributului cu argint duce la un excedente de argint, prețul acestuia prăbușindu-se. Asirienii iau măsuri pentru restrângerea autonomiei fenicienilor, iar regele Tirului devine o marionetă. Însă în secolul al VII-lea regii babilonieni au încheiat o alianță cu mezii și în curând orașele asiriene Assur, Ninive, Haran și Carchemis au fost atacate și distruse. Imperiul Asirian a intrat în declin și s-a prăbușit după moartea lui Assurbanipal. 
Babilonienii, sub Nabucodonosor, au format un alt mare imperiu, Imperiul Babilonian alcătuit din teritorii din Asia Mică, Palestina și Irak, ce avea ca centru Babilonul care era înconjurat de ziduri puternice, cu multe turnuri și porți, printre care și Poarta lui Iștar, cuprinzând edificii, temple ca Zigguratul lui Marduk sau Grădinile Suspendate. Dar gloria acestuia apune repede, căci perșii, sub conducerea lui Cyrus, s-a unit cu mezii și au format un imperiu colosal ce cuprindea Lydia, Asia Mică, Palestina, Irakul, Iranul, Afghanistanul, ulterior și Egiptul și hotarele nord-vestice ale Indiei.
La expansiunea acestora au asistat grecii, abia ieșiți din epoca homerică întunecată. Sunt însă dovezi care indică faptul că epoca nu a fost atât de "întunecată", precum mormântul de la Lefkandi ce datează din anii 1000 î.e.n. În mormântul numărul 86 zace o femeie îngropată, având podoabe aurite pentru păr, fibule și obiecte de bronz, inele de aur, puse deasupra unui bol de bronz aurit, provenite din Cipru, Levant și Egipt și aduse în Grecia continentală de către fenicieni. În Ischia, în golful Napoli a fost găsită cupa lui Nestor ce datează din secolul al VIII-lea î.e.n., pe care este scris un poem de dragoste cu alfabetul grec, creat după tiparul alfabetului fenician, dar având cinci vocale în plus, pentru a ușura citirea textelor. Astfel, au apărut piesele de teatru, drama și dialogurile filozofice.

## Epoca clasică: Polis și Cultură

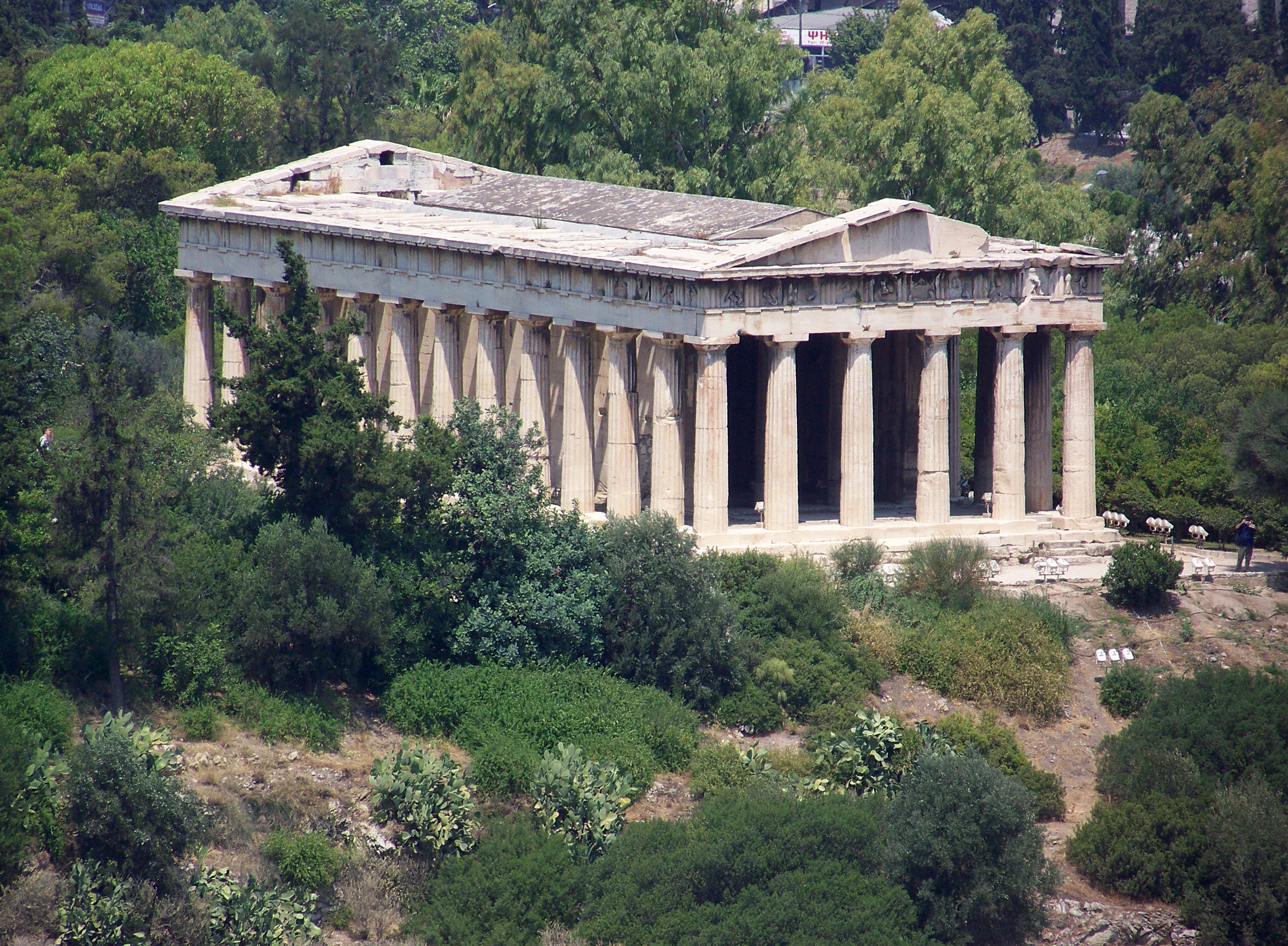
Templul lui Hefaistos din Atena. Secolul al V-lea î.Hr.

Grecii antici aveau în comun cultura, religia, limba, obiceiurile, deși nu erau organizați într-un stat, ci în mai multe orașe-state. Arta, teatrul, democrația, filosofia sunt elemente ce au fost moștenite de la civilizația greacă și se manifestă și azi. 
Prima manifestare culturală au fost lucrările literare ale lui Homer: „Iliada" și „Odiseea" ce istoriseau desfășurarea Războiului Troian. Explorează viețile războinicilor ce luptau pentru onoare, răzbunare, câștig personal, eroism și victorie. Moștenirea „Iliadei" este o moștenire a Greciei arhaice care se referă la un mod de a rezolva disputele pe calea violenței. 

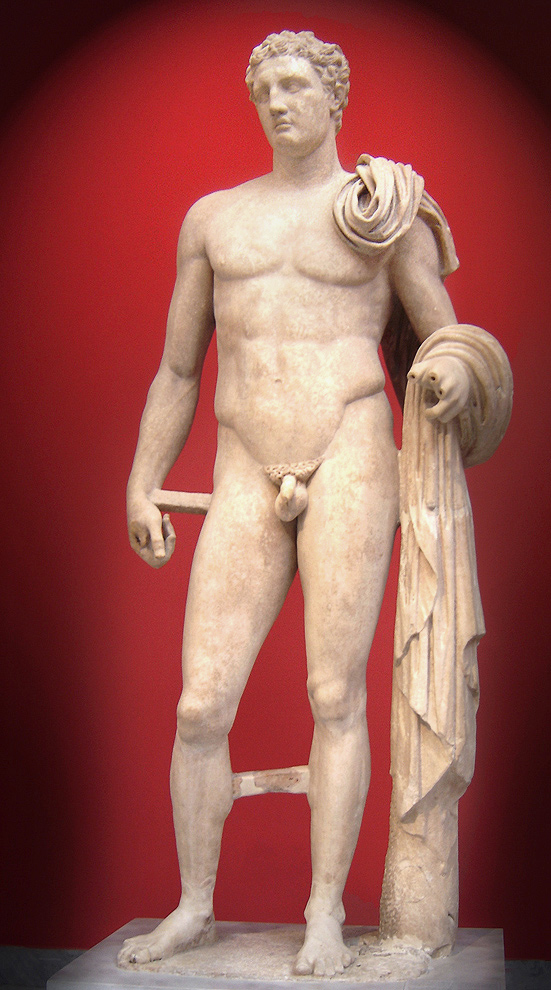
Hermes din Atalante. Copie romană după originalul lui Lysippos.

Mici orașe individuale, numite polisuri, s-au constituit în secolele VIII-V î.e.n. formate din triburi ce au renunțat la propria autonomie și au recunoscut o autoritate politică centrală. După intensificarea comerțului, multe comunități s-au supus unui singur polis. Polisurile acordau multă importanță poziției geografice și plasării strategice ce le ofereau o bună apărare datorită dealurilor și munților. Cea mai importantă zonă a polisului era agora, o piață publică și un loc de adunare a cetățenilor greci ce interacționau și se angajau în viață politică. Orașul-stat a devenit adaptiv și a prosperat. Au luat ființă 1500 de orașe-state în Grecia, precum și în coloniile din Spania, Italia, Africa, sudul Franței, Asia Mică și chiar și în Afghanistan. Iubirea față de polis a devenit chiar o dorința sexuală de a trăi în oraș — himeros. Cetățenii unui oraș se considerau cu adevărat civilizați spre deosebire de restul indivizilor din afară considerați "barbari". Orașele au devenit centre ale dezvoltării științei și filosofiei. Dar au devenit și fronturi de luptă dintre oligarhi și democrați ce își disputau supremația în societatea greacă.  

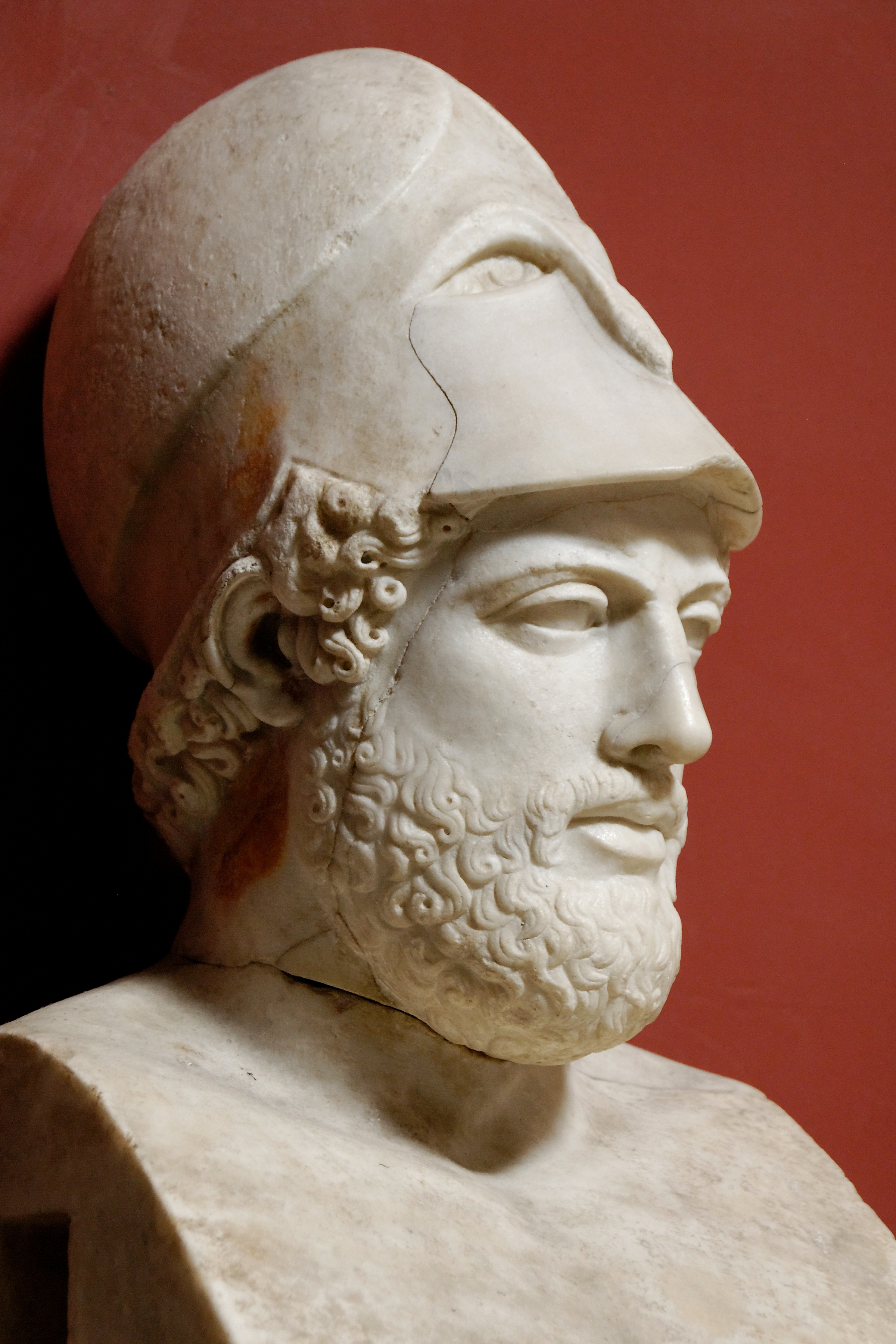
Pericle, copie după un bust de Cresilas

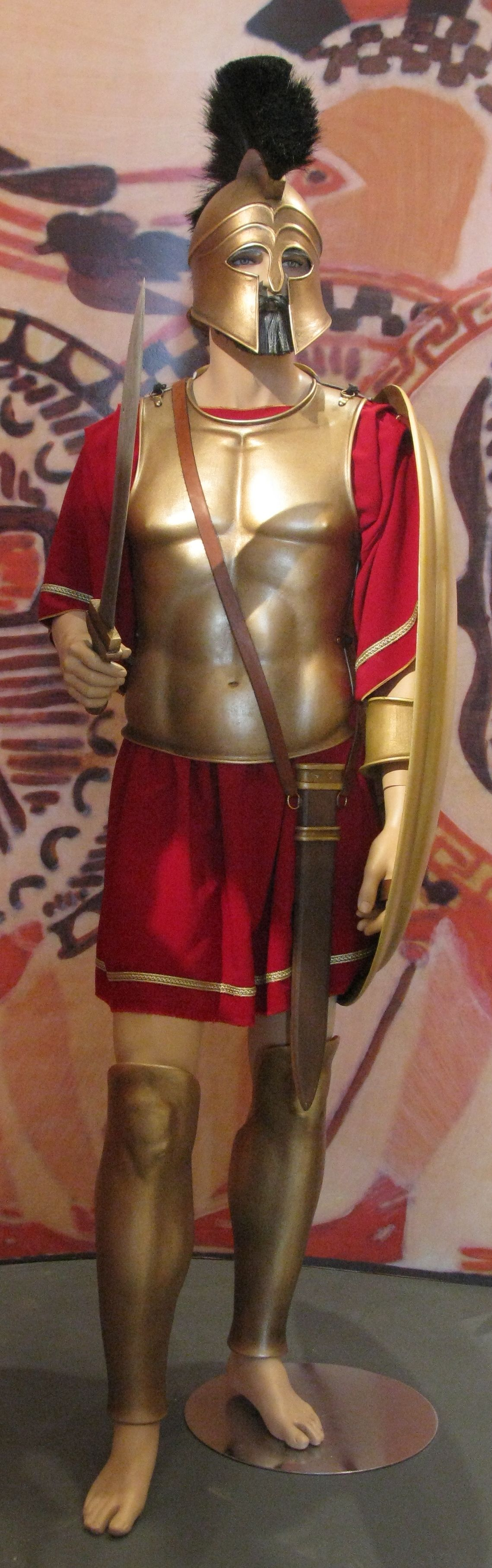
Armura unui hoplit atenian

Pe plan artistic, se dorea căutarea perfecțiunii: bărbații erau reprezentați prin statui de marmură, înfățișați ca fiind goi, perfecți, idealizați, avându-l pe Ahile ca model. De asemenea, se punea accent pe concurență și obținerea gloriei. Erau manifestate prin competențe ca luptele organizate în cadrul unui eveniment: pankration. Olimpiadele nu ofereau premii de consolare, de altfel, cei de pe locul doi erau zeflemisiți și disprețuiți. Templele din Olympia de astfel erau pline de suvenire ale atleților dedicate zeilor. Legătură dintre dibăcia de pe terenul de sport și cea de pe câmpul de lupta era strânsă. La olimpiade nu exista un echipament de sport. Toți participanții erau goi. În război, grecii purtau o armură complexă: pieptar, coif, scutul (hoplonul) ce le proteja jumătate din corp și lancea. Hopliții luptau în formații strânse denumite "falanga", astfel, cu ajutorul scutului, oșteanul se proteja pe sine însuși și pe vecinul de formație. Falanga trebuia menținută la înaintare. În momentul luptei dintre două falange, nu erau lupte eroice individuale ca cele din „Iliada". Luptau laolaltă, la câțiva metri distanță și atacau cu sulițele pentru a străpunge părțile sensibile ale hopliților din falanga inamică. Se împingeau unii pe ceilalți cu scuturile, îmbrâncindu-se și izbindu-se, continuând să înjunghie inamicii, rândurile din spate avansând și împingându-i pe cei din față spre inamic, până îi făceau pe celălalt să cedeze, să rupă rândul, rănindu-i pe adversari, fie înfricoșându-i. Hopliții erau oameni ce își puteau permite achiziționarea echipamentului, luptând laolaltă cu cei mai bogați aristocrați. După război se întorceau la viața privată. 

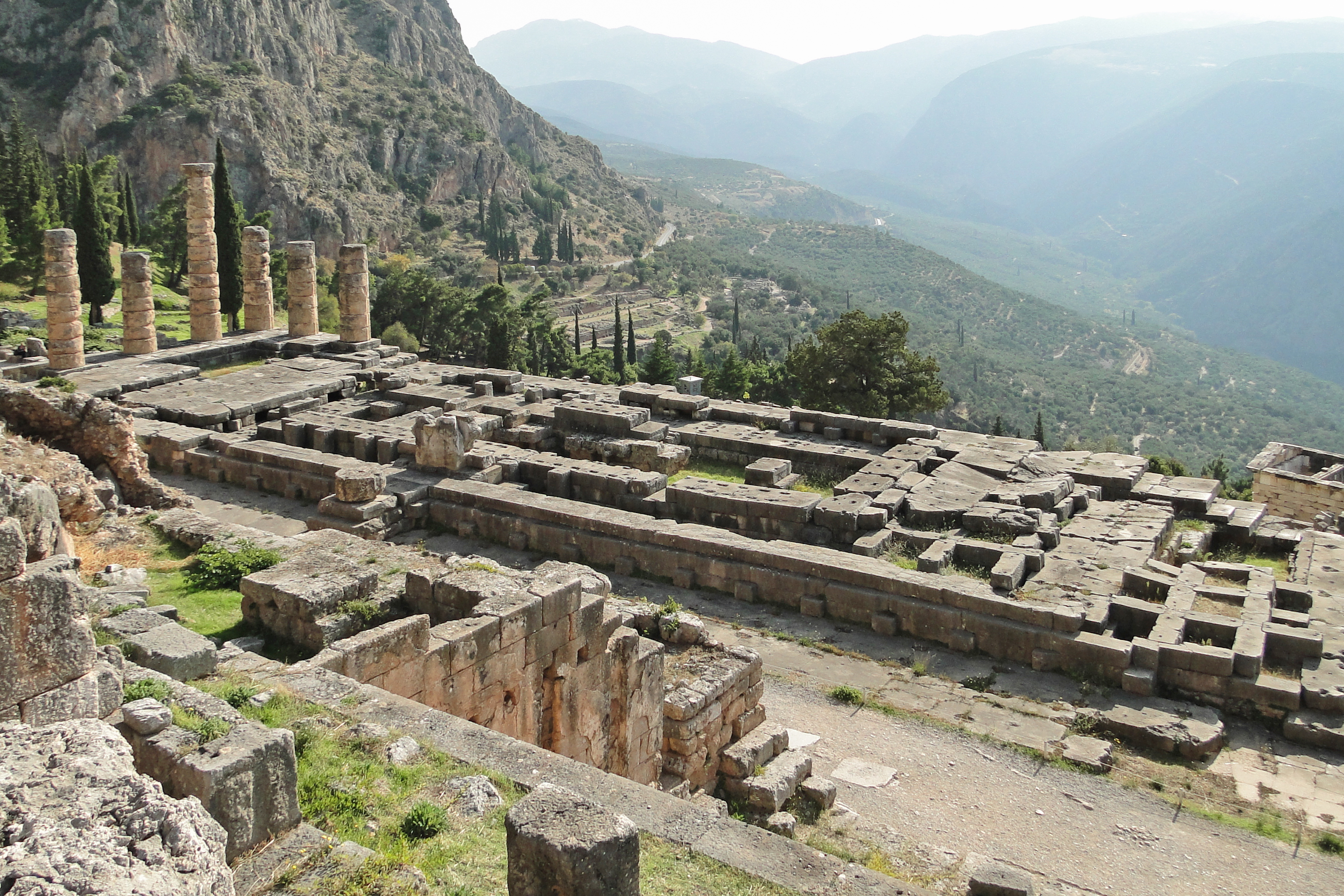
Ruinele templului lui Apolo din Delfi

Lumea elenă era un laborator de creare a ideilor, teoriilor și regimurilor care au persistat și până astăzi. Orașele-state erau conduse de diverse tipuri de guvernare: aristocrație, democrație, monarhie. Grecii erau dispuși să aleagă orice sistem care le asigura ordinea și autoritatea. Monarhia a devenit treptat o relicvă a trecutului îndepărtat. Doar Sparta mai era un oraș-stat monarhic, condus de doi regi. Nu avea legi scrise, scopul ei fiind menținerea stabilității, bazată pe egalitatea tuturor cetățenilor de sex masculin "homoioi". Idealul era întărit de coduri stricte de comportament ce înlătura orice semn de statut și bogăție. Militau pentru o viață austeră, autodisciplină și dezinteresul pentru materialism. Se apropiau foarte mult de idealurile lui Aristotel ce susținea că fiecare cetate trebuia să-și procure doar cele necesare, iar atingerea idealului spartan de ordine și autonomie avea un preț pe care aveau să-l plătească vecinii. Spartanii nu doreau să cultive pământurile, de aceea au cucerit populațiile locale învecinate, obținând o populație de „iloți". Nu erau sclavi, dar erau lipsiți de drepturi civile, având datoria de a furniza hrană și mijloace de trai pentru familiile spartane. Orașul-stat spartan părea mai degrabă o tabăra militară în care nevoile individuale erau sacrificate pentru binele comun. Copii slabi sau infirmi erau lăsați să moară, iar cei lăsați în viață erau trimiși de la vârstă de șapte ani la "agoge" unde începeau o perioada de 13 ani de instrucție brutală, învățați să lupte în condiții dificile și să trăiască și să moară în luptă. Nu făceau nimic altceva decât să se antreneze pentru luptă. Înainte să plece la război, spartanii primeau de la mamele sau nevestele lor scuturile, spunându-le: să vină înapoi cu scutul sau pe scut, adică învingător sau mort. Scutul era cel mai apropiat însoțitor din viață unui spartan și încă de mici copii, erau legănați în scuturi și dormeau în aceștia, ba chiar era folosit și ca targă pe câmpul de lupta. Bărbații se antrenau și luptau împreună, iar relațiile homosexuale erau ceva obișnuit. Femeile aveau o libertate economică socială, sexuală și educațională. Mariajul nu era exclusiv. Femeile măritate chiar puteau întreține relații sexuale și să aibă copii cu alți bărbați spartani ce se dovedeau mai puternici ca soții lor. Tradițiile și obiceiurile trebuiau menținute cu strictețe pentru ca societatea spartană să se mențină. 
În Atena, cetățenii s-au lepădat de monarhi, înlocuindu-i cu oligarhi. Orașul era conectat cu restul lumii prin colonizare și comerț. Bogații s-au îmbogățit tot mai mult. Au izbucnit o serie de conflicte între oligoi și polloi. Doar 10% din populația orașului era înstărită și 90% trăiau din subzistență. Multe familii, pentru că nu-și permiteau achitarea datoriilor, se puneau în slujba unui aristocrat ca sclavi. Polloi nu aveau drepturi politice și juridice și sufereau sub jugul aristocrației. Pe Areopagul din Atena se întrunea consiliul format din aristocrați care decidea problemele. Erau autoaleși și izolați de deciziile celor din Agora. Sclavia a sporit, iar membrii consiliului simțeau nevoia să schimbe sistemul. În 594 î.e.n., Areopagul l-a ales pe aristocratul Solon ca magistrat principal — arhonte. Era recunoscut ca un om drept și era omul care avea să aducă schimbarea și reformele. A interzis vânzarea oamenilor în sclavie și a militat pentru obținerea drepturilor politice de către cei săraci. A temperat guvernarea, făcând-o responsabilă în fața poporului. A favorizat ideea egalității sociale în față legii.  
La 30 de ani după Solon, Pisistrate s-a proclamat tiran, ajungând de trei ori la putere, dar a avut un rol major în dezvoltarea politică și economică a Atenei. A impus reforme economice, a reeditat „Iliada" lui Homer, a stimulat comerțul, a construit primul Panteon, făcând din Atena un centru cultural. Lucrările sale publice și populismul l-au ajutat să înființeze o dinastie. Hippias, fiul și succesorul său, i-a ucis pe Harmodius și iubitul sau, Aristogeiton, numiți "eliberatori" după ce aceștia i-au omorât fratele. După o lungă criză politică, Hippias a fost alungat. Oligarhii au revenit la putere și i-au oferit demosului un rol major în politică, începând tranziția spre o societate egalitaristă politic. Astfel, a fost ales Clistene ce a creat sistemul politic reprezentativ al Atenei. Satele din jurul Atenei își trimiteau reprezentanții la centrul atenian și toți locuitorii aveau un cuvânt de spus în timpul adunărilor publice. 
Deși cetățile erau distincte, o mare amenințare de la est le-a determinat să se unească. Imperiul Persan s-a extins, devenind un imperiu colosal. Perșii au solicitat cetăților întemeiate de către coloniștii greci în Asia Mică plătirea unui tribut. Revoltele ioniene au stârnit astfel lungul conflict dintre greci și perși. La începutul secolului V, tiranul din Milet, Aristagoras, a decis din motive personale să se răscoale împotriva imperiului, implicând câteva orașe din vestul Asiei Mici. Fiind conștient că avea nevoie de ajutor, a cerut sprijin de la spartani, care l-au refuzat, și de la atenieni, care i-au trimis ceva trupe. Au cucerit Sardesul și l-au incendiat. Dar distrugerea templului zeiței Cybele i-a mâniat pe perși. Atenienii s-au temut și s-au retras, lăsându-i pe ionieni să înfrunte furia regelui Darius ce jurase că îi va pedepsi și pe atenieni. Milet a fost distrus, iar populația masacrată de perși în 494 î.e.n. În 490 î.e.n., trupele persane au debarcat în Grecia, la Maraton, ca să-i înfunte pe hopliții atenieni. Atenienii i-au atacat și învins pe perși. A survenit un al doilea val de atac persan condus de succesorul lui Darius, Xerxes. La Termopile s-au sacrificat 300 de spartani și 1500 de hopliți că să îi țină pe loc pe perși. Atena a fost incendiată de perși. Dar în golful Salamina, flota ateniană a învins decisiv flota persană. În 479 i.en., spartanii i-au învins pe perși la Plateea. Orașele-state greci și-au menținut libertatea și autonomia și au rezistat unui mare imperiu prin consolidarea relațiilor. Au lăsat ruinele templelor distruse de perși ca un memorial al războiului.  
Atena, entuziastă de pe urmă victoriei, a inițiat experimente în cultură, democrație și în constituirea unui imperiu comercial. Sub Pericle, a cunoscut o înflorire a artei, arhitecturii, teatrului, științei și filosofiei. S-au construit clădirile de pe Acropolă, printre care și Panteonul. S-a dezvoltat tragedia greacă și valorile filosofiei. Alegerile în funcție de avere au fost abolite și toate posturile au fost ocupate prin tragere la sorți de către cetățeni ce puteau candida pentru a servi ca funcționar timp de un an, în consilii și jurii. Nobilii au donat bani unui tezaur comun pentru a fi construită o mare flota. Cu toate acestea atenienii erau plătiți de către insule și colonii pentru a le asigura protecție. 170 de state s-au alăturat Atenei, formându-se Liga de la Delos. Deși în teorie, cetățile erau egale în cadrul alianței, doar unele orașe-state erau privilegiate, iar Atena impunea un monopol, punând bazele unui imperiu ce evita să poarte denumirea de imperiu, considerându-se o confederație de state. Spartanii au urmărit cu neliniște extinderea influenție ateniene. Atenienii însă deplângeau situația iloților lipsiți de drepturi politice. Revolta iloților și intervenția eșuată a atenienilor au destrămat relația cu Sparta. În 431 î.e.n. a început un război de 27 de ani, denumit în istoriografie "Războiul peloponesiac", implicând multe orașe-state ce s-au alăturat Atenei sau Spartei. 
Multe informații despre istoria orașelor-state grecești și războaiele pe care le-au traversat le avem datorită istoricilor Herodot, Tucidide și Xenofon, care au inițiat dezbaterea despre moralitatea războiului și realitatea politică. În 415 î.e.n. Atena a încercat să supună insula Melos și le-a dat cetățenilor de ales: fie li se alăturau, fie aveau să fie distruși. Melos a refuzat și atenienii l-au devastat în mod brutal.  
În cursul războiului peloponesiac corupția, imoralitatea și tirania germinau în inima polisurilor. Un comandant spartan, aflat în Siracuza, deși a respins atacul atenian și a trimis trofeele la Sparta, și-a păstrat o mare parte din ea, fiind găsit vinovat de corupție. Războiul s-a încheiat la Dardanele, generalul spartan Lisandru blocând și distrugând flota ateniană. Acesta a câștigat cu sprijinul perșilor, vechiul inamic al Greciei. Atena a capitulat — zidurile orașului au fost dărâmate, oligarhii au preluat puterea, iar democrații au fost executați. Epoca de Aur se sfârșise cu sinuciderea filosofului Socrate, condamnat de regimul de atunci pentru învățătura și activitatea sa considerată "neconformistă". Aspirația de autarhie a polisurilor a rămas neîmplinită și nerealizată.

## Elenismul: elenitate și orientalism

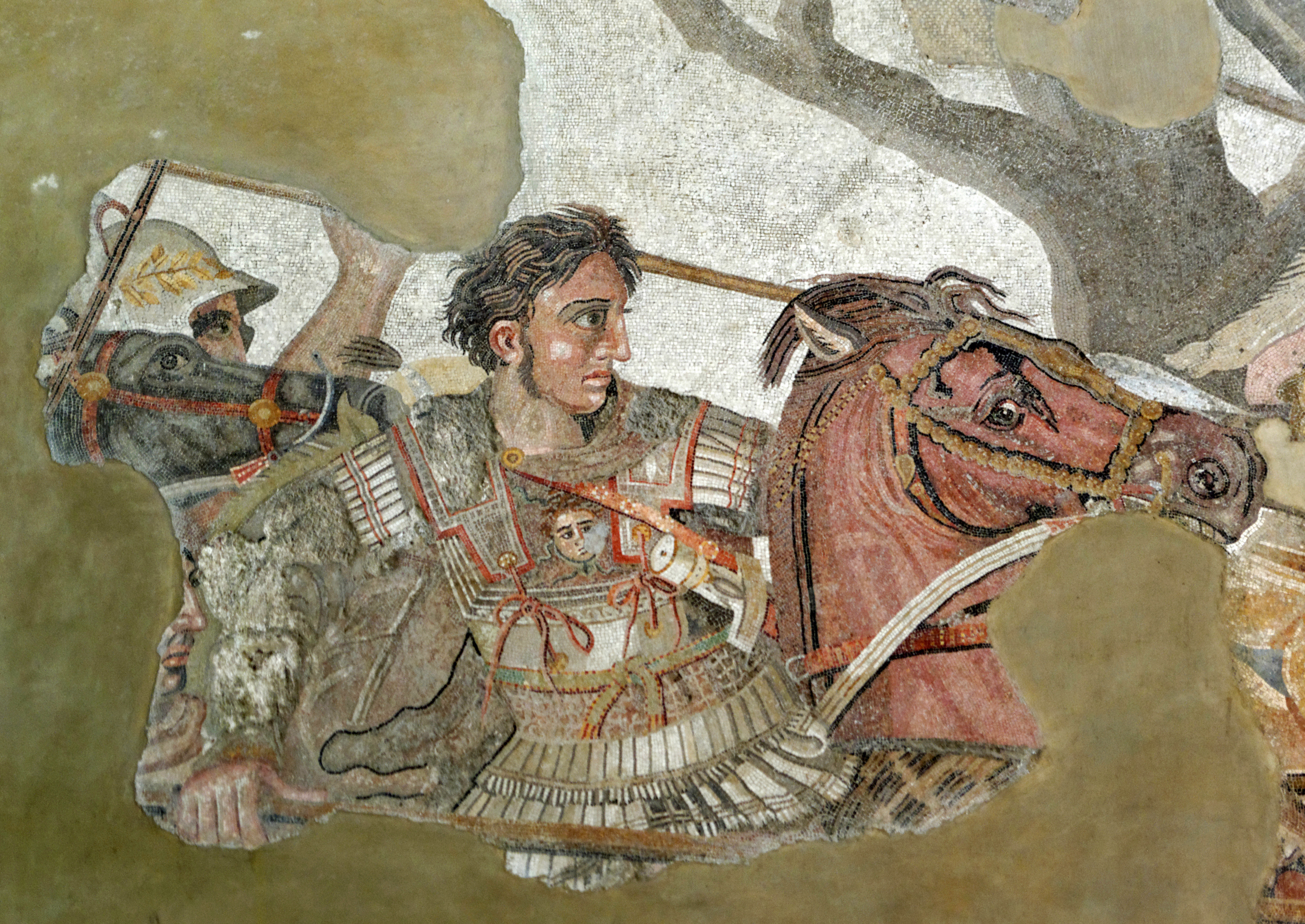
Alexandru cel Mare. Un mozaic din Pompeii

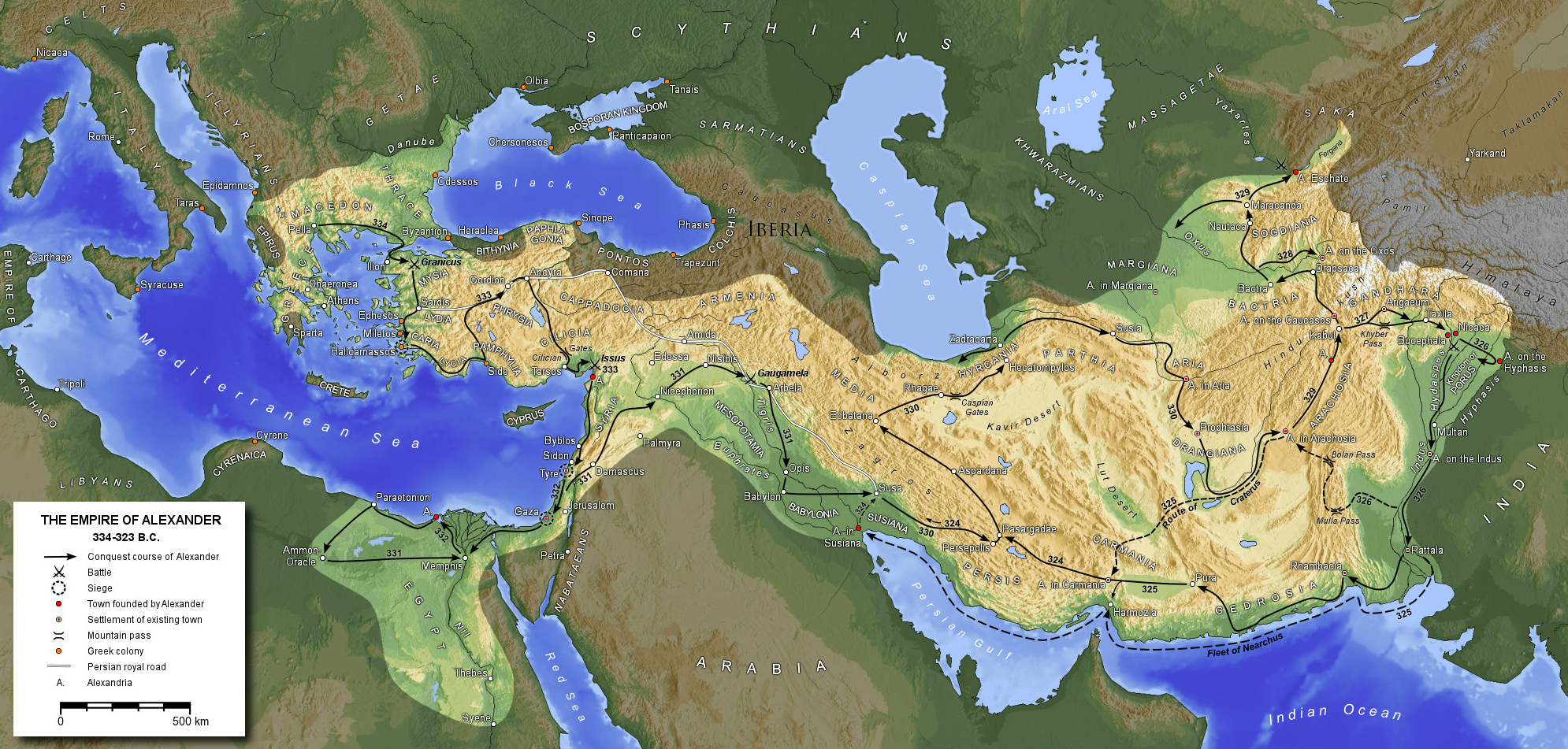
Imperiul lui Alexandru

Civilizația grecească a orașelor-state se află în plină criză după lungile războaie interne și cele dintre orașe. Între timp, Macedonia, o lume a regilor munteni și a păstorilor, ce păstrau un stil de viață arhaic și virtuțile tradiționale ale vânătorii, călăriei și luptelor, se extindea, amenințând autonomia orașelor-state epuizate de războaie, desfășurându-se ascensiunea de la o periferie la o putere.  

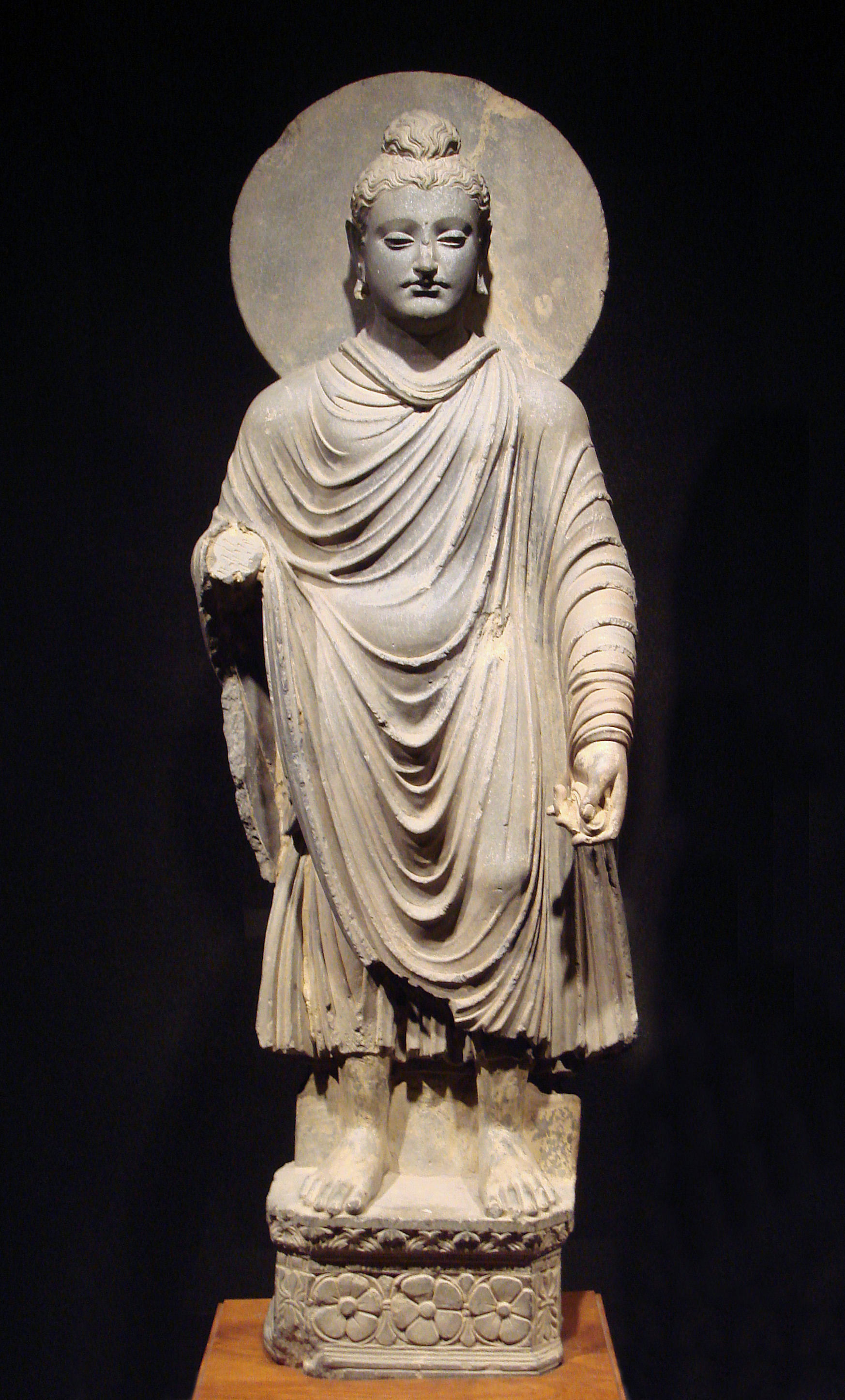
Una dintre primele reprezentări ale lui Buddha, un exemplu de artă greco-budistă. Gandhara, în Pakistanul de astăzi.

Cele două personalități ce au marcat cursul istoriei Macedoniei, Filip al II-lea și Alexandru cel Mare, au adus o serie de inovații pe plan militar, precum sarisa — lance lungă de 4 – 6 metri și falangele impenetrabile. Filip al II-lea a supus întreaga lume grecească. Cu grecii uniți sub stindardul panelenic, fiul său Alexandru cel Mare și-a putut îndrepta atenția spre Imperiul Persan, traversând Dardanelele din Europa în Asia Mică în 334 î.e.n. În șase luni, armatele sale au cucerit orașele din Asia Mică. În noiembrie 333 î.e.n., l-a confruntat pe împăratul Darius la Issus obținând o victorie tactică strălucitoare cu armata macedoneană aflată în formație de falangă. A ocupat Egiptul fără rezistență, fiind primit cu bucurie de egiptenii care nu agreau stăpânirea persană. A obținut o victorie mare la Gaugamela, în 331 î.e.n. Darius a fugit din nou, fiind ucis de proprii săi oameni. Orientalizarea adoptată de către Alexandru era probabil un act politic pentru a-și consolida stăpânirea asupra perșilor. Și-a condus armatele prin Persia, Afghanistan și India în următorii șapte ani, mergând în locuri în care n-a mai călcat niciun grec. După ce i-a învins pe indieni la Hydaspes, dorea să meargă și mai departe, dar soldații săi s-au revoltat. Alexandru a fost nevoit să ordone retragerea, ajungând la Babilon, capitala imperiului său, care nu a mai putut fi extins, căci marele comandant a murit la vârsta de 33 de ani, în anul 323 î.e.n. Nu a luat nici o măsură administrativă pentru menținerea imperiului în viitor și nici nu a avut un moștenitor apt pentru a conduce imperiul.
La scurt timp a izbucnit un lung război dintre generalii macedoneni ce se considerau adevărații "moștenitori", dar nimeni nu avea suficientă putere pentru a-și elimina rivalii, ca urmare imperiul fiind divizat între ei. Casandru a preluat Grecia și Macedonia, Tracia și Asia Mică i-au revenit lui Lisimah, Asia era condusă de Seleucus, iar Egiptul a fost obținut de Ptolemeu, care a furat trupul lui Alexandru, ce era dus în Macedonia spre a fi înmormântat acolo, și l-a adus în Egipt. Ptolemeu a pus bazele unei noi dinastii, ce se va stinge abia în anul 30 î.e.n., odată cu cucerirea Egiptului de către romani. A preluat instituțiile grecești și sistemul monetar grecesc, reușind cel mai bine să combine elementele grecești cu cele orientale. Alexandria, oraș fondat de Alexandru, a ajuns un mare centru antic, cu 500.000 de locuitori, cu o infrastructură avansată și bine planificată în aprovizionarea cu hrană și apă, cu bulevarde largi, bibliotecă și temple. A fost construit un port cu un far ce ghida vasele comerciale, fiind unul dintre cele șapte minuni ale lumii. Ptolemeu era un propagandist priceput, folosindu-se de arta și iconografia egipteană. A creat cultul oficial al lui Serapis, care era venerat de egipteni și de greci, cu origini egiptene, dar cu o înfățișare redată în sculptură în stil grecesc, devenind un zeu mântuitor universal cu trei secole înaintea lui Isus Christos. Marea Bibliotecă din Alexandria cuprindea cărți antice, suluri din papirus, păstrând 250 000 volume colectate din întreagă lume. A fost distrusă la finele antichității. În Alexandria erau invitați poeți, gramaticieni, savanți, medici, astronomi, știința înflorind în acest oraș. De asemenea, au fost testate invenții ca motorul cu abur a lui Heron, care a scris "Pneumatica". Eratostene a estimat circumferința planetei cu o eroare de doar 500 de km, creând prima hartă a lumii, considerând că toate mările sunt unite și ar fi posibilă navigarea în jurul lumii. 
Imperiul Seleucid a contribuit la menținerea civilizației elenistice în Asia, cultura persană și cea grecească coexistând. Grecii colonizau teritoriile din Orient, fondând orașe cu nume grecești ca Antiohia în Siria sau Seleucia în Mesopotamia. Multe populații orientale s-au familiarizat cu știința, filosofia, religia și arta greacă, în timp ce conducătorii seleucizi, la rândul lor, sprijineau religia babiloniană pentru a avea suport popular. La mijlocul secolului al III-lea î.e.n satrapul Bactriei, Diodotos, s-a răsculat împotriva dinastiei seleucide, devenind conducătorul Regatului Greco-Bactrian independent. Unul dintre urmașii săi, Demetrius, a cucerit teritorii întinse în India și a fondat un regat indo-grec, ce a persistat două secole și ale cărui urme pot fi găsite în Sirkap, oraș construit în stil grecesc. Religii ca zoroastrismul, religia greacă, hinduismul și budismul au coexistat. Există o opinie că budismul a fost chiar influențat de filosofia greacă. Unii dintre regii seleucizi, precum Antioh cel Mare, au încercat să-și extindă influența spre vest, dar au avut de înfruntat o nouă putere: Roma. Din secolul al II-lea î.e.n. Imperiul Seleucid a traversat un lung declin, colapsând în anul 63 î.e.n.
În 146 î.e.n. întreaga Grecie este supusă de romani după o serie de războaie romano-macedonene, legiunea romană punând capăt supremației pe câmpul de luptă a falangei macedonene în bătălia de la Pydna. Imperiul Roman a devenit marea putere a ultimei faze a antichității.

## Roma: de la Republică la Imperiu

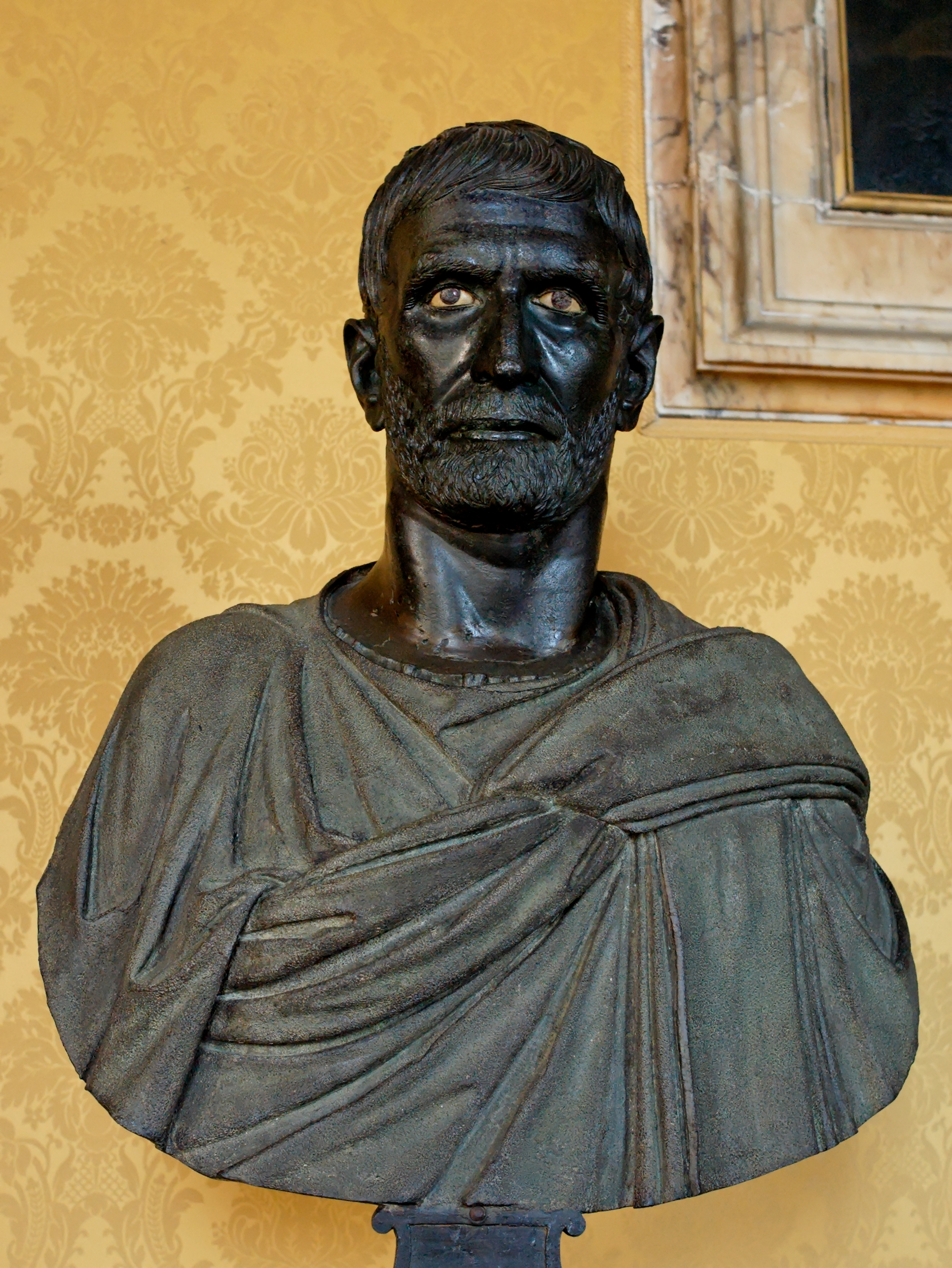
O sculptură romană din secolele III-IV î.e.n., considerată inițial ca înfățișându-l pe unul din fondatorii Republicii Romane, Lucius Junius Brutus

La finalul epocii bronzului, în secolul al VIII-lea î.e.n., Roma era doar o aglomerare de sate. Fiind situată în Latium, în centrul Italiei, Roma deținea o poziție strategică importantă în cadrul rutelor comerciale. În timpul regilor etrusci au loc diverse reforme. În 509 î.e.n. romanii si-au detronat monarhii și au instaurat Republica. Ideea de bază a Republicii este dată de initialele SPQR: Senatus Populusque Romanus. Puterea aparținea tuturor. Senatul era organul legislativ. Liderii erau aleși dintre membrii senatului în cadrul unor alegeri în care votau cetățenii. Votul celui bogat sau celui care aparținea unei clase superioare cântărea însă mai mult. Conducerea republicii revenea celor doi consuli cu puteri egale, aleși anual.

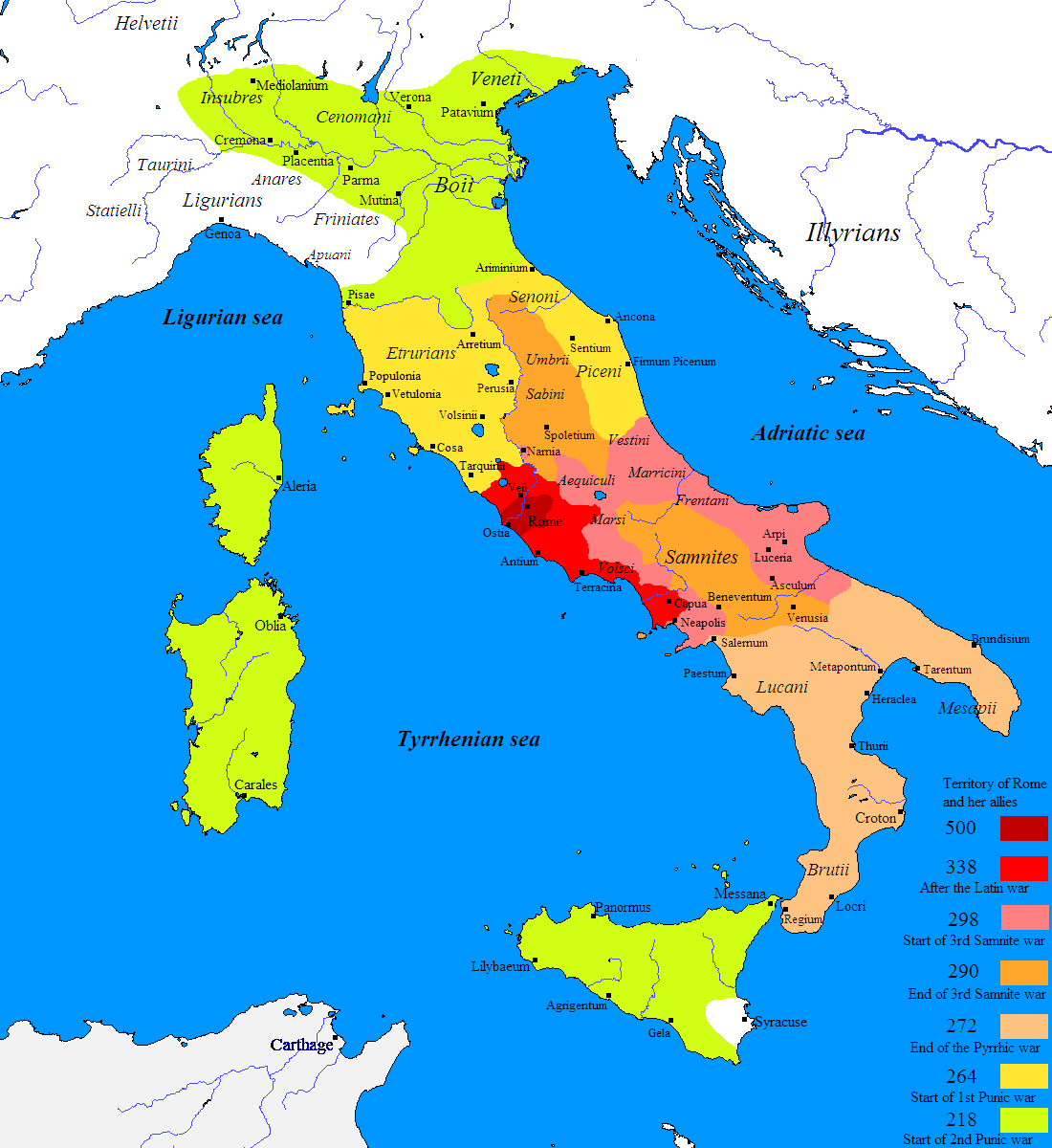
Expansiunea romană în Italia

Romanii considerau că aveau dreptul divin de a stăpâni lumea și de a asimila popoarele vecine. În cazul revoltelor, romanii le reprimau brutal pentru a da exemplu și altor vecini. Războaiele cu statele vecine au dus la consolidarea armatei romane compusă din legionari ce luptau cu săbiile scurte "gladius", sulițe "pilum" și se apărau cu un "scutum". În 390 î.e.n. celții au prădat Roma, dar nu au reușit să se înstăpânească acolo. Samniții, etruscii și orașele din Campania au căzut și au fost asimilate. La începutul secolului al III-lea î.e.n. Roma a ocupat întreaga peninsulă italică.
Succesul Romei avea la bază un sistem juridic, politic și administrativ elaborat și eficient și o infrastructură amplă, cum ar fi drumurile sale renumite. 
Ca să se extindă, Roma trebuia să se confrunte cu un actor puternic: Cartagina, a cărei sursă de putere era flota sa și imperiul constituit din rute comerciale maritime. Sicilia a devenit mărul discordiei dintre cele două puteri. Primul Război Punic a durat două decenii, Sicilia fiind principalul front. Flota cartagineză a suferit o serie de înfrângeri, iar în 241 î.e.n., după ce au pierdut bătălia navală de la insulele Aegine, cartaginezii au cedat Sicilia romanilor și au acceptat capitularea sub condiții grele. Roma a preluat stăpânirea mediteraneană. 

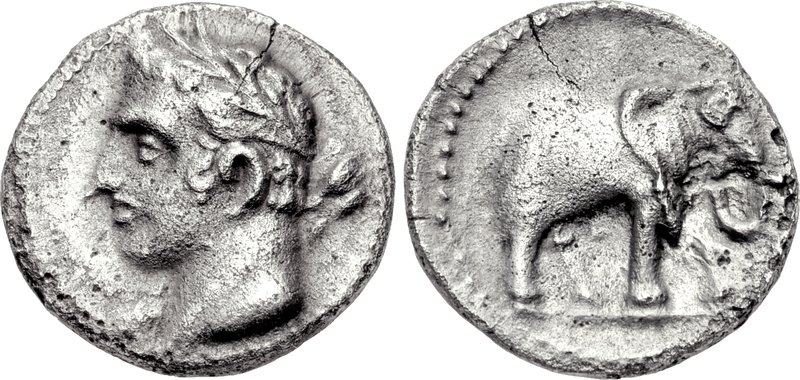
Zeul Melqart înfățișat cu trăsăturile lui Hanibal pe o monedă cartagineză și unul din elefanții săi

In 218 î.e.n. Hanibal Barca, animat de o ură înnăscută împotriva Romei și finanțat din minele de argint, a decis să ducă cel de-al Doilea Război Punic acasă la romani, înaintând din Spania în Italia cu o oaste alcătuită din infanterie cartagineză, cavalerie numidiană, mercenari și peste 30 de elefanți. A fost primul conducător de oști care a traversat Alpii. Geniul de care a dat dovadă în bătălia de la Cannae în 216 î.e.n. a traumatizat generații romane întregi, 50.000 de soldați romani fiind înconjurați de trupele cartagineze și măcelăriți. Italia era devastată, însă sistemul de alianțe romane s-a dovedit extrem de rezistent. Generalul roman Scipio Africanul urmează exemplul lui Hanibal și duce războiul la Cartagina. Cartaginezii îl recheamă pe Hanibal și acesta este învins la Zama. 
Cartagina și-a revenit economic în 50 de ani. Romanii au impus condiția ca orașul să fie abandonat. Cartaginezii au refuzat și s-au pregătit să reziste asediului. Scipio Aemilianus a reușit să asedieze orașul cu succes. A urmat distrugerea completă, care era un mesaj ce semnifica că divergențele cu Roma erau reprimate cu brutalitate. 

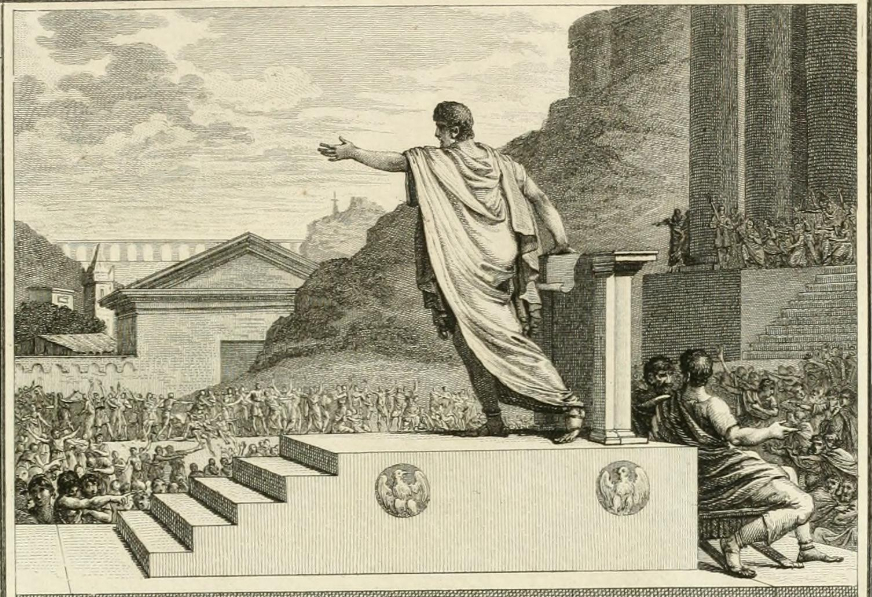
Gaius Gracchus ținând un discurs

Curând, Macedonia a fost neutralizată, iar peninsula iberică anexată. Viața politică a luat o turnură violentă. Bogații se îmbogățeau tot mai mult, patricienii alungau plebeii de pe fermele mici pentru a-și mări domeniile. Doi senatori idealiști, Tiberius și Gaius Gracchus au încercat să apere cauza plebeilor și au inițiat reforma agrară pentru a redistribui pământurile senatoriale poporului. Amândoi au fost uciși, asasinarea lor marcând criza profundă a republicii. 
Începând din secolul I î.e.n. puterea politică derivă din armată, devenită profesionistă. În 82 î.e.n. generalul Sulla, cu o armată loială, a capturat Roma și s-a proclamat dictator, după ce și-a înlăturat rivalii în cursul unui război civil. S-a retras în cele din urmă, urmând un nou război civil dintre călăii republicii: Pompei si Cezar, doi războinici ambițioși. Pompei și-a putut menține funcția de consul mai mult de un an fără să fi avut experiență politică, obținând totul prin șantaj. Având sprijinul armatei sale, forțează senatul să-i acorde controlul asupra estului imperiului. 

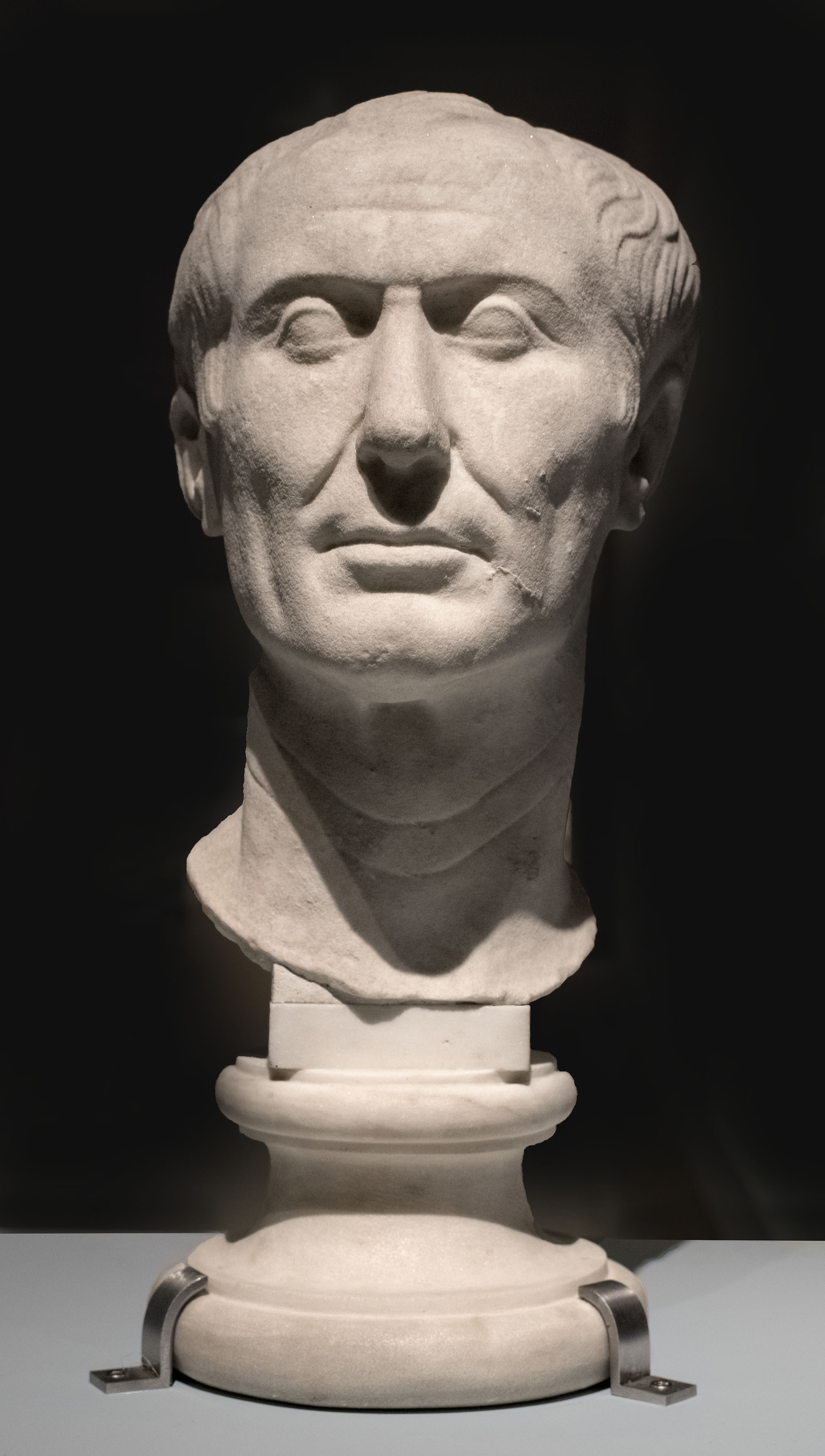
O sculptură a lui Iulius Cezar.

Iulius Cezar a procedat similar pentru a-l înfrunta pe Pompei, clădindu-și puterea în campaniile de cucerire din Galia. Traversează râul Rubicon, hotarul Italiei, cu armata și capturează Roma. Își înfrânge rivalul și se proclamă dictator pe viață. Se dorea a fi un autocrat sprijinit de senatul supus. Acționa ca un rege neoficial, dar nu-și permitea să-și asume titlul, refuzând modest coroana. Este asasinat în cadrul unui complot format din senatori în anul 44 î.e.n. Criza republicii continuă și avea să fie soluționată de Octavian, nepotul și moștenitorul lui Cezar ce s-a remarcat ca un geniu în arena politicii globale. A ieșit victorios în războiul civil purtat cu asasinii lui Cezar și cu rivalul său cu care a împărțit puterea în cel de-al doilea triumvirat, Marc Antoniu. Primind de la Senat numele Augustus și titlul de împărat, a transformat Roma în cel mai mare imperiu cunoscut. 
Succesorii sai au fost asociați cu defecte ca dezmăț, vanitate și nebunie. Tiberiu executa orice opozant și s-a refugiat spre sfârșitul vieții pe insula Capri unde trăia în desfrâu. Caligula se considera zeu, a transformat palatul într-un bordel și chiar a avut tentativa de a-și numi calul senator. Claudiu era reticent la ideea de a conduce. Nero era considerat cel mai monstruos dintre împărați. A fost înscăunat de mama sa care se căsătorise cu împăratul Claudiu și pe care îl otrăvise. Ulterior, Nero si-a ucis mama, soția și s-a dovedit drept un megaloman, epuizând trezoreria statului roman pentru a-si finaliza proiectele. Se considera un talentat desăvârșit la cântat și actorie și făcea în așa fel încât să câștige orice competiție și chiar a fost acuzat de incendierea Romei, faptă pentru care el a învinuit și persecutat creștinii. După sinuciderea lui Nero, a urmat un an de război civil în care trei împărați uzurpatori au fost uciși. După o dinastie de împărați (Flavii) ce se succedau prin rudenie, a urmat o perioada în care împărații erau înscăunați după merite, împăratul selectându-și urmașul din rândul generalilor cu experiență. 
Populația imperiului număra 60 de milioane de locuitori. 10.000 de birocrați administrau imperiul. Fiecare provincie avea un număr minim de oficiali. Pentru a menține loialitatea populațiilor și consolida stăpânirea, împăratul depindea de elitele locale. În urma procesului de romanizare, localnicii primeau cetățenia romană și beneficiau de drumuri, apeducte și băi publice. 

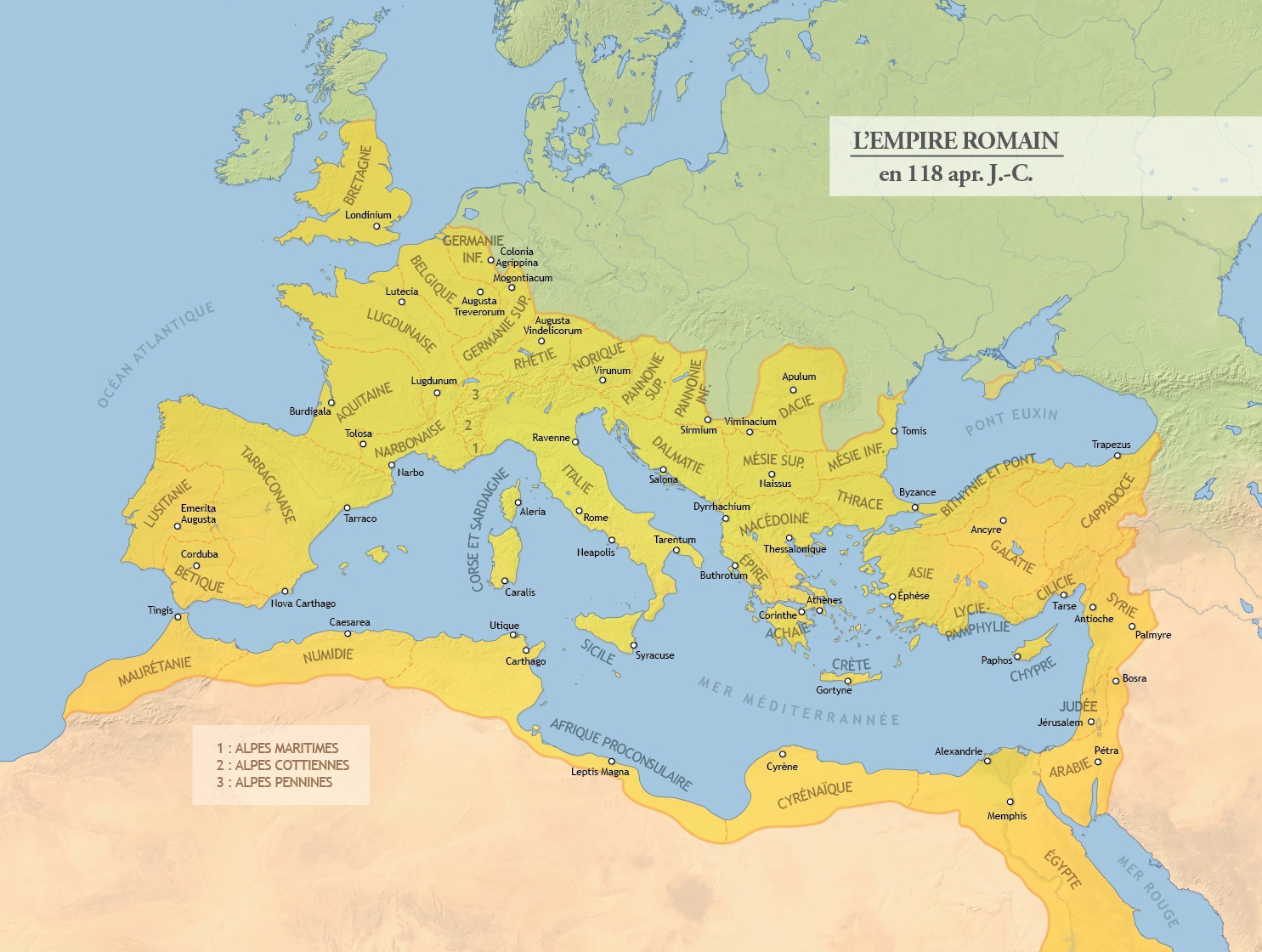
Imperiul roman în timpul domniei lui Hadrian

Sub împăratul Traian, în 117, imperiul și-a atins maximul întinderii teritoriale. Urmașul său, Hadrian, era un administrator excelent și vizita deseori provinciile, iar realizările sale sporeau bunăstarea imperiului. Pentru a apăra granițele de invadatorii "barbari", împărați precum Hadrian stabileau limesuri, frontiere fortificate. 
Dar la scurt timp după apogeu, apar problemele. Costul păcii și prosperității era perceput ca fiind tot mai mare. În 235, la doua secole după moartea lui Augustus, Roma se afla în fața unei crize politice și economice, iar populațiile germanice și persanii amenințau hotarele imperiului. Impozitele erau exorbitante, iar împărații erau asasinați și urmați de uzurpatori. Criza a luat sfârșit la sfârșitul secolului al III-lea, în timpul lui Dioclețian, care a introdus guvernarea tetrarhică. În cadrul acestui sistem patru împărați se ocupau simultan de problemele imperiului, guvernând din patru capitale diferite. Tetrarhia nu supraviețuiește, izbucnind noi războaie civile. 

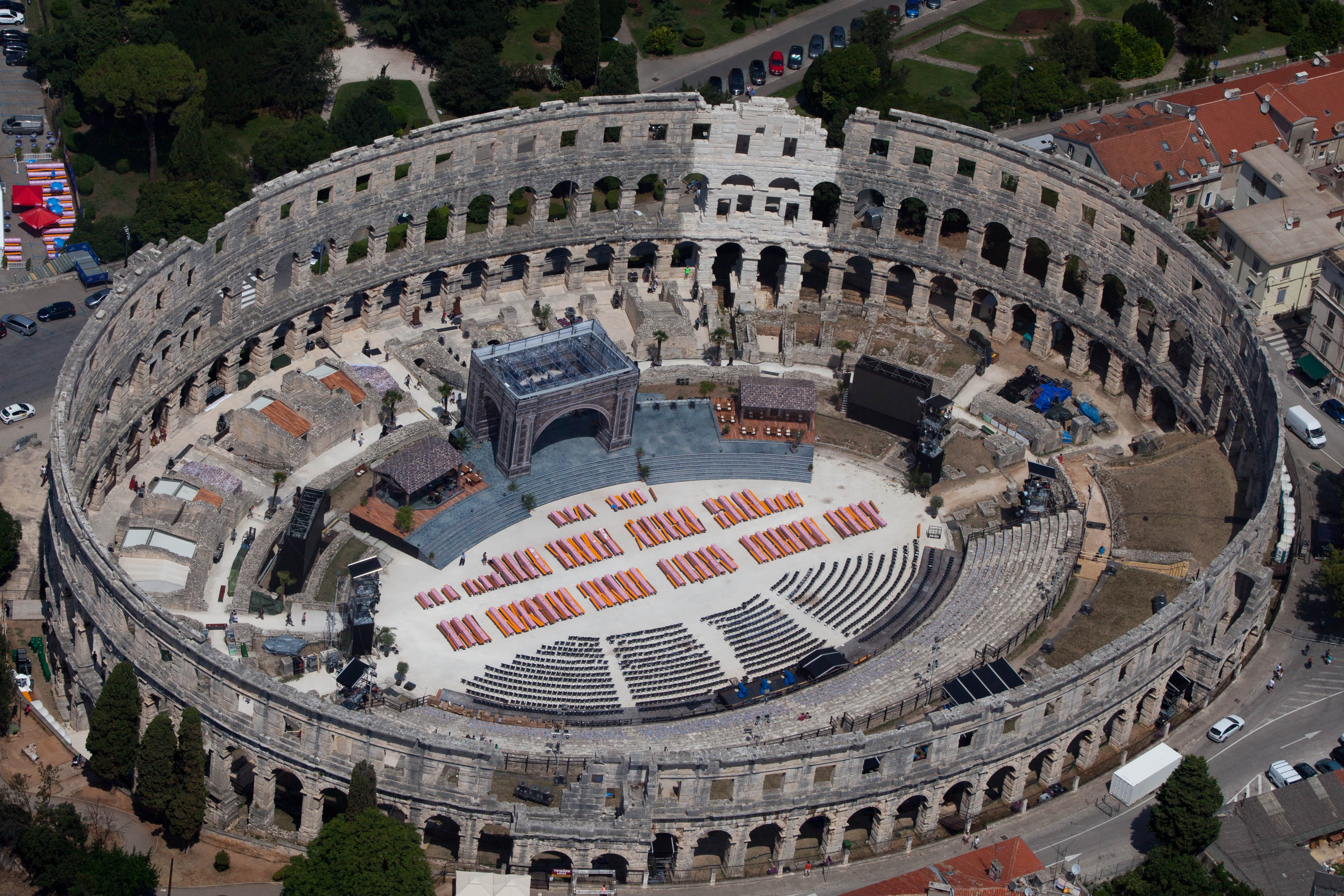
Un amfiteatru roman din Croația de astăzi

În ciuda seriei de persecuții din timpul lui Dioclețian, în această perioadă creștinismul, inițial o sectă iudaică, câștigă teren. Unul dintre urmașii lui Dioclețian, Constantin, caută o divinitate supremă prin care să mențină imperiul unificat spre a-și consolida puterea și în 313 emite un edict de toleranță, conferindu-le creștinilor libertatea religioasă. În timpul domniei sale, sunt clădite edificii religioase și biserici, episcopii primesc puteri legale și apar primele instituții ecleziastice. În 325 la Conciliul de la Niceea, unde se adună episcopi din toate colțurile imperiului pentru a dezbate natura lui Isus Hristos și Sfânta Treime, rezultând formarea unei doctrine creștine coerente. 
În 378 împăratul Valens piere în bătălia de la Adrianopol, în care îi înfruntă pe goți. Populațiile germanice cotropesc imperiul și pradă provinciile. În cursul domniei lui Teodosiu creștinismul devine treptat singura religie oficială a imperiului. După moartea sa în 395 imperiul este divizat între fiii săi Arcadiu și Honoriu în Imperiul Roman de Apus și Imperiul Roman de Răsărit și nu a mai fost reunificat niciodată. În 410 Roma este jefuită de vizigoți, hunii, sub conducerea lui Atila, se unesc și devastează provinciile, iar în 455 Roma este jefuită din nou de către vandali. 
În cele din urmă Imperiul Roman de Apus se prăbușește în 476, în locul lui apărând regate germanice ce vor sta la baza regatelor medievale, dar continuitatea civilizației romane este menținută de Imperiul Bizantin.

## Cronologie
- 4000 î.Hr. - 3000 î.Hr. - Civilizația sumeriană în Mesopotamia; inventarea scrierii cuneiforme; utilizarea plugului și a roții
- 3000 î.Hr. - Egiptul de Jos și Egiptul de Sus se unesc sub conducerea unui singur faraon
- 3000 î.Hr. - Troia înflorește ca oraș-stat în Anatolia
- 2800 î.Hr. - Construirea monumentului Stonehenge în Anglia
- 2600 î.Hr. - Vechiul Regat al Egiptului: este construită prima piramidă din lume; Piramida în trepte a regelui Djoser
- 2540 î.Hr. - Este construită Marea Piramida de la Giseh
- 2500 î.Hr. - Este sculptat Sfinxul
- 2500 î.Hr. - Dezvoltarea puterii orașelor-state din valea Indusului
- 2600 î.Hr. - Mătasea este descoperită în China
- 2500 î.Hr. - Prima civilizație europeană (cretană) dezvoltată în insula Creta
- 2300 î.Hr. - Primul imperiu din lume, Akkad, se dezvoltă în Mesopotamia
- 2300 î.Hr. - Întemeierea regatului babilonean și asirian
- 2200 î.Hr. - Dinastia Xia în China
- 2050 î.Hr. - Regatul Mijlociu în Egipt
- 2000 î.Hr. - Hitiții ajung în Anatolia
- 2000 î.Hr. - Micenienii invadează Grecia
- 1830 î.Hr. - Prima dinastie babiloneană
- 1814 î.Hr. - 1782 î.Hr. - Asiria își mărește imperiul
- 1750 î.Hr. - Hammurabi, conducătorul Babilonului publică primul cod de legi; declinul Imperiului babilonean
- 1760 î.Hr. - Dinastia Shang în China
- 1595 î.Hr. - Hitiții jefuiesc Babilonul
- 1550 î.Hr. - Noul Regat în Egipt; faraonii sunt îngropați în Valea Regilor
- 1500 î.Hr. - Arienii invadează valea Indusului
- 1450 î.Hr. - Civilizația minoică se prăbușește; iar civilizația miceniană îi ia locul
- 1350 î.Hr. - Imperiul asirian se extinde
- 1304 î.Hr. - Ramses cel Mare devine faraon; extinzând teritoriile Regatului egiptean
- 1200 î.Hr. - Micenienii invadează și distrug cetatea Troia din Anatolia
- 1200 î.Hr. - Exodul evreilor se sfârșește în Palestina
- 1200 î.Hr. - Imperiul hitiților se prăbușește sub invazia „Popoarelor Mării".
- 1166 î.Hr. - Ramses al III-lea moare, ultimul mare faraon
- 1050 î.Hr. - Inventarea alfabetului fenician
- 1100 î.Hr. - Se prăbușește civilizația miceniană
- 1000 î.Hr. - Israelul este condus de regele David
- 900 î.Hr. - Război între Asiria și Babilon
- cca. 850 î.Hr. - Poetul grec Homer scrie despre războiul troian si legendele grecești
- 814 î.Hr. - Întemeierea Cartaginei de către fenicieni
- 776 î.Hr. - Prima Olimpiadă
- 753 î.Hr. - Întemeierea Romei; Roma regală
- 750 î.Hr. - Apariția celților în Europa centrală
- 729 î.Hr. - 609 î.Hr - Extinderea imperiului asirian
- 700 î.Hr. - 500 î.Hr - Dezvoltarea Atenei și a altor orașe-state în Grecia
- 605 î.Hr. - 539 î.Hr - Babilonienii cuceresc Asiria, Fenicia, Iudeea și Siria
- 600 î.Hr. - Apare zoroastrismul în Persia
- 539 î.Hr. - 404 î.Hr. - Perșii stăpânesc Babilonul, Mesopotamia, Egiptul și Palestina
- 509 î.Hr. - Roma devine republică
- 508 î.Hr. - Atena devine o democrație
- 490 î.Hr. - 480 î.Hr. - Războaiele medice între perși și greci
- 477 î.Hr. - 405 î.Hr. - Epoca de Aur a Atenei
- 431 î.Hr. - 404 î.Hr. - Războiul peloponesiac între spartani și atenieni
- 338 î.Hr. - Filip al II-lea al Macedoniei cucerește Grecia
- 333 î.Hr. - Alexandru cel Mare devine rege al Macedoniei în 336 î.Hr. și cucerește Persia, Mesopotamia, Palestina, Fenicia, Egipt și teritorii din India
- 323 î.Hr. - Alexandru cel Mare moare în 323 î.Hr., iar imperiul său se destramă
- 321 î.Hr. - Imperiul Maurya este întemeiat în India
- 250 î.Hr. - 146 î.Hr. - Romanii cuceresc întreaga Italie, nordul Africii, Grecia, Macedonia și teritorii din Hispania
- 264 î.Hr. - 146 î.Hr. - Războaiele punice între romani și cartaginezi
- 218 î.Hr. - 202 î.Hr. - Hannibal invadează Roma pe elefanți, dar în 202 î.Hr. este înfrânt și se sinucide in 183 î.Hr.
- 214 î.Hr. - Construirea Marelui Zid Chinezesc
- 206 î.Hr. - Dinastia Han în China
- 146 î.Hr. - Cartagina este învinsă și distrusă
- 83 î.Hr. - 82 î.Hr. - Război civil între Marius și Sulla. Marius este înfrânt, iar Sulla devine dictator al Romei
- 79 î.Hr. - Sulla se retrage din politică din cauza sănătății, iar un an mai târziu moare
- 74 î.Hr. - 71 î.Hr. - Răscoala sclavilor condusă de către Spartacus, învinsă de către Crassus, Lucullus și Pompei
- 60 î.Hr. - Primul triumvirat în Roma, condus de 3 generali: Crassus, Pompei si Cezar
- 58 î.Hr. - 50 î.Hr. Cezar cucerește Gallia
- 53 î.Hr. - Crassus invadează Parția. Are loc bătălia de la Carrhae, în care Crassus este înfrânt deși, avea o armată de 42.000 de soldați (7 legiuni) față de cea a parților care număra doar 11.000 de soldați. 20.000 de romani au murit, printre care și Crassus (lui Crassus i-a fost turnat aur topit în gură), iar 10.000 au fost luați prizonieri împreună cu stindardele armatei romane
- 49 î.Hr. - 48 î.Hr. - Război civil între Cezar si Pompei; Pompei este înfrânt în bătălia de la Pharsalos
- 45 î.Hr. - Cezar devine dictator pe viață al Romei
- 44 î.Hr. - Cezar este asasinat
- 43 î.Hr. - Al doilea triumvirat; Roma fiind condusă de Octavian, Marc Antoniu și Lepidus
- 36 î.Hr. - Marc Antoniu invadează Parția, însă este înfrânt
- 34 î.Hr. - A II-a invazie a Parției a lui Marc Antoniu, însă este înfrânt și de această dată
- 31 î.Hr. - 30 î.Hr. - Război civil între Octavian și Marc Antoniu. Marc Antoniu este înfrânt în bătălia de la Actium, Egiptul este cucerit de către romani; regina Cleopatra și Marc Antoniu se sinucid
- 27 î.Hr. - Roma devine imperiu, iar Octavian devine primul împărat roman, sub numele de Augustus
- 20 î.Hr. - Octavian reușește să facă pace cu parții, astfel romanii luați prizonieri, în bătălia de la Carrhae, sunt eliberați. Eufrat-ul devine granița dintre Imperiul Roman și Parția
- 4 î.Hr. - Iisus Hristos Mântuitorul se naște în orașul Betleem (conform tradiției creștine), inițiatorul religiei creștine
- 30 - Iisus moare crucificat în Iudeea, conform tradiției creștine
- 43 - Britannia este cucerită de către împăratul roman, Claudius
- 64 - Roma este distrusă de un incendiu, în timpul împăratului roman Nero, începe persecutarea creștinilor
- 70 - Distrugerea celui de-al doilea templu al Ierusalimului de către împăratul roman, Vespasian
- 79 - Vulcanul Vezuviu erupe, acoperind orașul Pompei de cenușă
- 98 - Traian devine împăratul Romei
- 106 - Dacia este cucerită de către romani; regele Decebal fiind înfrânt
- 114 - 117 - Roma cunoaște cea mai mare extindere; Mesopotamia fiind cucerită de romani
- 250 - Triburile barbare europene atacă Imperiul Roman
- 313 - Împăratul Constantin dă libertate de cult creștinilor
- 330 - Este întemeiat orașul Constantinopol
- 391 - Creștinismul este proclamat religia oficială a Imperiului Roman
- 395 - La moartea împăratului roman, Teodosiu I, Imperiul Roman este împărțit între cei 2 fii ai acestuia:
  - Partea estică a Imperiului Roman devine Imperiul Roman de Răsărit (mai târziu se va numi Imperiul Bizantin), cu capitala la Constantinopol (astăzi se numește Istanbul); și îi revine fiului cel mare al lui Teodosiu I, Arcadius
  - Partea vestică a Imperiului Roman devine Imperiul Roman de Apus, cu capitala la Roma; și îi revine fiului cel mic al lui Teodosiu I, Honorius
- 406 - Vandalii cuceresc Gallia
- 410 - Roma este jefuită de vizigoții conduși de către Alaric
- 451 - Hunii invadează Imperiul Roman de Apus
- 455 - Roma este jefuită de vandali
- 476 - Împăratul Romulus Augustus este detronat de către Odoacru, fiind ultimul împărat al Imperiului Roman de Apus

### Civilizații
- Egiptul Antic
- Mesopotamia
- Imperiul Persan
- China antică
- India antică
- Grecia antică
- Roma antică
- Dacia
- Maya
- Inca
- Imperiul aztec

## Personalități
- Asurbanipal
- Nabucodonosor
- Ramses cel Mare
- Hammurabi
- Așoka
- Shi Huangdi
- Cleopatra
- Cyrus II cel Mare
- Pericle
- Confucius
- Gautama Siddhartha
- Alexandru cel Mare
- Vercingetorix
- Iulius Cezar
- Cezar August
- Traian
- Attila
- Iisus Hristos Mântuitorul
- Hannibal
- Sargon I
- Gudea
- Decebal
- Burebista
- Nefertiti